# Vietnam
Vietnam, plným názvem Vietnamská socialistická republika (VSR), je země na východním okraji Indočíny v jihovýchodní Asii, sousedící na severu s Čínou a na západě s Laosem a Kambodžou. Na moři sousedí s Thajskem v Thajském zálivu a s Filipínami, Indonésií a Malajsií v Jihočínském moři. Vietnamská krajina je převážně kopcovitá, hory tvoří dvě pětiny rozlohy země, stejnou plochu zaujímají  tropické lesy. Na severu panuje monzunové a vlhké subtropické podnebí, ve středních a jižních oblastech panuje tropické monzunové podnebí. Vietnam se dělí na 63 oblastí, na ploše 331 000 km² žije 100 milionů obyvatel; je tak šestnáctou nejlidnatější zemí světa. Hlavním městem je Hanoj, největším městem Ho Či Minovo město, mezi další velká města patří Haiphong, Can Tho a Danang. Velká většina obyvatel jsou Vietové, největšími menšinami jsou Tayové a Thajci, úředním jazykem je vietnamština, velká většina obyvatel je bez vyznání.
Vietnam byl osídlen již v paleolitu, přičemž státy vznikly v prvním tisíciletí př. n. l. v deltě Rudé řeky v dnešním severním Vietnamu.  Před vpádem dynastie Chan se Vietnam vyznačoval pestrou směsicí náboženství, kultury a společenských norem. Dynastie Chan anektovala severní a střední Vietnam, který byl následně od roku 111 př. n. l. až do vzniku první dynastie v roce 939 pod čínskou nadvládou. Následující monarchické dynastie absorbovaly čínské vlivy prostřednictvím konfucianismu a buddhismu a expandovaly na jih do delty Mekongu, kde dobyly Čampu. Po většinu 17. a 18. století byl Vietnam fakticky rozdělen na dvě území Đàng Trong a Đàng Ngoài. Poslední císařská dynastie Nguyễn se v roce 1883 vzdala Francii. V roce 1887 bylo jeho území začleněno do Francouzské Indočíny jako tři samostatné oblasti. Bezprostředně po druhé světové válce zahájila nacionalistická koalice Viet Minh vedená komunistickým revolucionářem Ho Či Minem srpnovou revoluci a v roce 1945 vyhlásila nezávislost Vietnamu na Japonském císařství.
Ve 20. století prošel Vietnam vleklými válečnými konflikty. Po druhé světové válce se Francie vrátila, aby znovu získala koloniální moc v první válce v Indočíně, z níž Vietnam vyšel vítězně v roce 1954. V důsledku smluv podepsaných mezi Viet Minhem a Francií byl Vietnam také rozdělen na dvě části. Krátce poté začala vietnamská válka mezi komunistickým Severním Vietnamem, podporovaným Sovětským svazem a Čínou, a protikomunistickým Jižním Vietnamem, podporovaným Spojenými státy americkými. Po vítězství Severního Vietnamu v roce 1975 se Vietnam v roce 1976 sjednotil jako jednotný socialistický stát pod vedením Komunistické strany Vietnamu („KSV“). Neefektivní plánované hospodářství, obchodní embargo ze strany Západu a války s Kambodžou a Čínou zemi dále ochromily. V roce 1986 zahájila KSV ekonomické a politické reformy podobné čínské ekonomické reformě a transformovala zemi na socialisticky orientované tržní hospodářství. Reformy usnadnily opětovné začlenění Vietnamu do světové ekonomiky a politiky.
Vietnam je unitární marxisticko-leninská socialistická republika s vládou jedné strany, je jedním ze dvou komunistických států v jihovýchodní Asii.  Nejmocnější osobou je generální tajemník Komunistické strany Vietnamu, formální hlavou státu je prezident. Vietnam je rozvojovou zemí s ekonomikou s nižšími středními příjmy,  v indexu lidského rozvoje zaujímá 107. místo. Je druhým největším producentem kávy na světě a třetím největším kešu ořechů. Vyznačuje se vysokou mírou korupce, cenzurou, problémy v oblasti životního prostředí a špatnou úrovní lidských práv. Je součástí mezinárodních a mezivládních institucí včetně Sdružení národů jihovýchodní Asie, Asijsko-pacifického hospodářského společenství, Hnutí nezúčastněných zemí, Mezinárodní organizace frankofonie a Světové obchodní organizace. Dvakrát zasedal v Radě bezpečnosti OSN. 

## Název
Dnešní název krajiny pochází z počátku vlády dynastie Nguyễn. Císař Nguyễn Phúc Ánh (posmrtně Gia Long) se rozhodl změnit název krajiny na oslavu její nebývalé expanze po sloučení tehdy samostatných království na severu a jihu v jeden celek. Pro tento účel zvolil název Nam Việt (南越). Ten vznikl zkrácením An Nam Việt Thường (安南越裳), který spojil názvy obou zemí dohromady. Oficiálního názvu celé země An Nam (安南) pro historické území na severu a Việt Thường (越裳) s názvem území na jihu, ze kterého pocházel jeho rod. O názvu se prvně jeho správci poradili se správci v Kantonu a pak o něj oficiálně požádal císaře dynastie Čching. S novým názvem však nesouhlasil tehdejší guvernér Kantonské provincie Kuang-si, Sun Jü-tching, kvůli shodě s historickým státem Nan-jüe, pod který spadala i jeho provincie. Císař Ťia-čching nakonec vyhověl jeho prosbě a Nguyễn Phúc Ánha v roce 1803 vyjmenoval za krále země Việt Nam (越南), neboli Vietnamu. Zdůraznil, že jméno domoviny zakladatelů rodu by mělo být prvořadé, zatímco Nam (tedy „jih“) symbolizuje jejich úspěch v jižních zemích. Taky Sun Jü-tching byl spokojen a v análech dynastie Čching zmiňuje, že se dá nový název vyložit jako „na jih od (Sta) Vietů“, lidí historicky žijících v jižní Číně, jeho domovině. Tento název krajině dlouho nevydržel. Následující císař Nguyễn Phúc Đảm (posmrtně Minh Mạng) ji roku 1839 přejmenoval na Dai Nam (大南), tedy prostě „Země jihu“ (obdobně jako při moderním čínském „Země středu“). Jméno se však nakonec stalo populárním u protifrancouzských revolucionářů a bylo znovu použito na sklonku japonské okupace (v roce 1945) a hned na to po založení samostatného vietnamského státu.
Celý název krajiny, Cộng hòa Xã hội chủ nghĩa Việt Nam (共和社會主義越南), pochází ze zdomácněných japonských neologizmů pro překlad západních slov: cộng hòa (共和) je „republika“, xã hội (社會) „společnost“ a chủ nghĩa (主義) „-ismus“ dávají dohromady „socialismus“. Tedy Vietnamská socialistická republika.

## Dějiny

### Rané dějiny

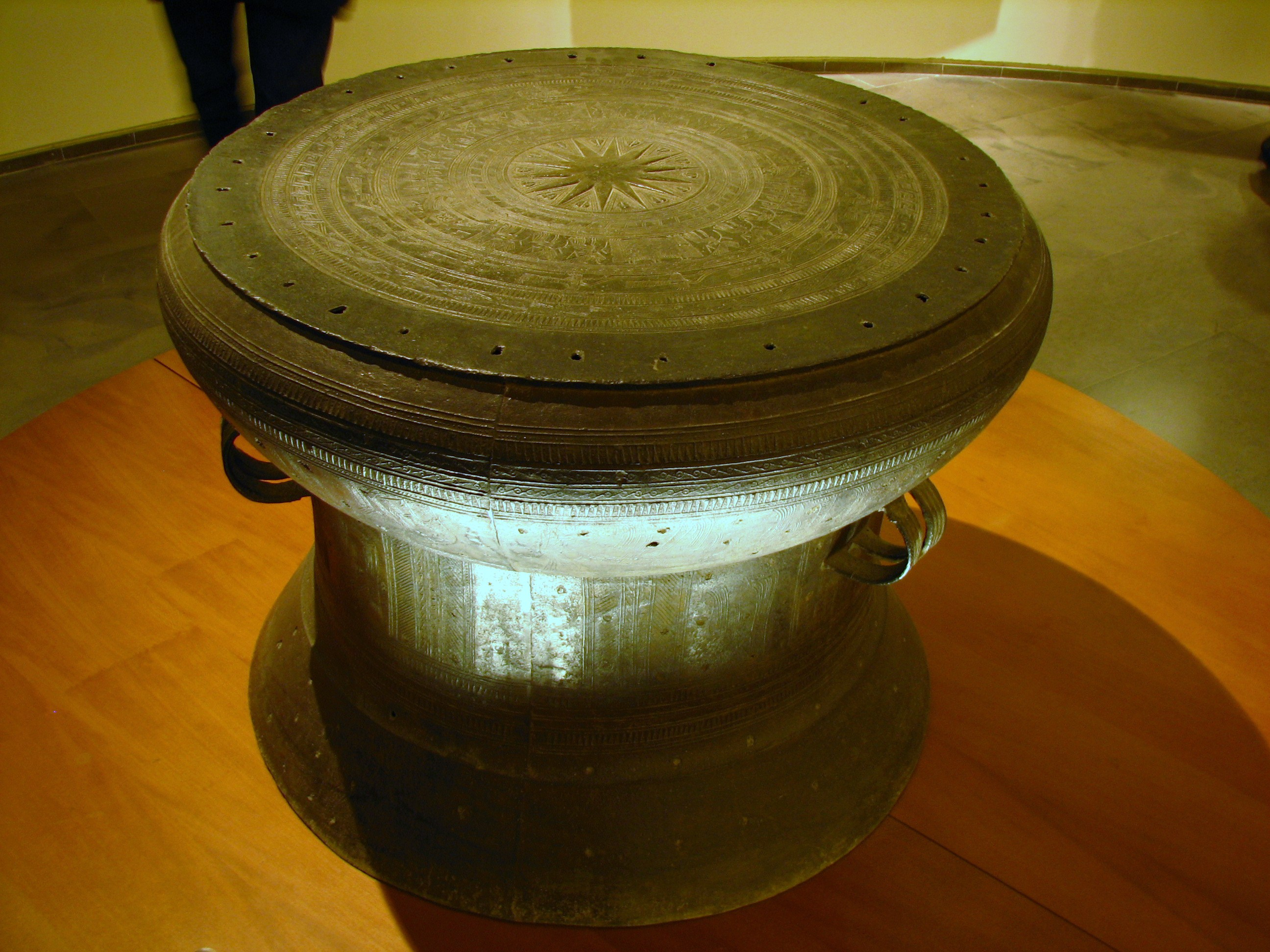
Bronzový buben, circa 800 př. n. l. (Kultura Dong Son)

Nejstarší stopy po Homo erectus jsou na území Vietnamu staré 500 000 let. Homo sapiens se v oblasti objevil patrně ve středním pleistocénu.
Kulturní osídlení je známo již od paleolitu (kultura Hòa Bình, kultura Bắc Sơn) a některá archeologická naleziště v provincii Thanh Hoa mohou být údajně stará až několik tisíc let. V pozdním neolitu a v rané době bronzové se rozvíjela kultura Phung-nguyen, která sídlila v současné provincii Vinh Phuc někdy mezi lety 2000 a 1400 př. n. l.
Kolem roku 1200 př. n. l. pak došlo k vytvoření kultury Dong Son, která je pozoruhodná především díky svým propracovaným kotlům a bubnům. Tzv. dongsonské bubny byly vyrobeny z bronzu a zdobeny výjevy ze života. Účel těchto bubnů není znám, ale předpokládá se, že sloužily jako rituální hudební nástroj, kterým se přivolával déšť. Typickým znakem této kultury bylo též žvýkání betele, které je dodnes ve Vietnamu značně rozšířeno. Obvyklé bylo také tetování. V jižním Vietnamu bylo nalezeno mnoho malých starověkých měděných dolů.
Legendární dynastie Hồng Bàng je považována mnoha Vietnamci za zakladatele prvního vietnamského státu, známého jako Văn Lang. V roce 257 př. n. l. Thục Phán porazil posledního krále této dynastie, sjednotil původní kmeny Lạc Việt se svými kmeny Âu Việt, čímž vytvořil nový kmen Âu Lạc, a prohlásil sám sebe novým panovníkem pod jménem An Dương Vương.

### Čínská nadvláda
Roku 207 př. n. l. čínský generál jménem Čao Tchuo porazil Thuc Phana. Kmen Âu Lạc pak začlenil do svého království Nan-jüe. Roku 111 př. n. l. byly toto království i kmen Âu Lạc ovládnuti čínskou říší pod nadvládou dynastie Chan.
Číňané vládli poměrně tvrdě a pokoušeli se o sinizaci obyvatelstva, proto docházelo ke vzpourám. Slavnou byla například vzpoura sester Trungových z roku 40. Sestry jsou dodnes vnímány jako vietnamské národní hrdinky. Zajímavé je, že i další velké povstání, ve 3. století, vedla žena, známá pod jmény Triệu Thị Trinh, Triệu Ẩu nebo Bà Triệu. Nejúspěšnější z těchto rebelií proběhla v 6. století, Vietnam se tehdy na přechodnou dobu dokonce osamostatnil (544 až 602). Na počátku 10. století autonomii Vietnamu zajistil klan Thuc. Avšak tisícileté období čínské nadvlády skončilo definitivně až roku 938, kdy Ngô Quyền taktickým bojem porazil čínskou armádu v bitvě na řece Bach Dang.

### Tři velké dynastie

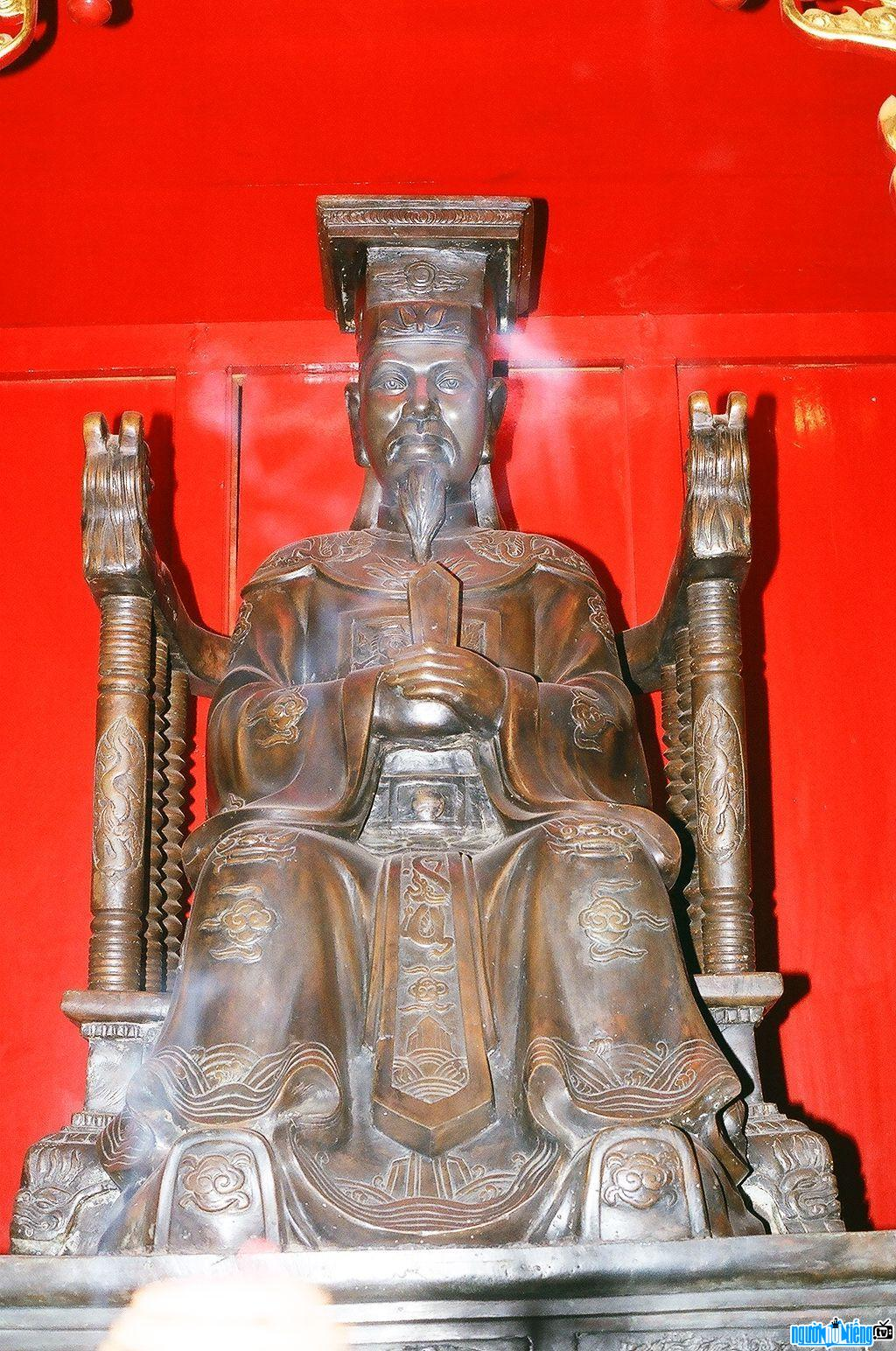
Lê Thánh Tông

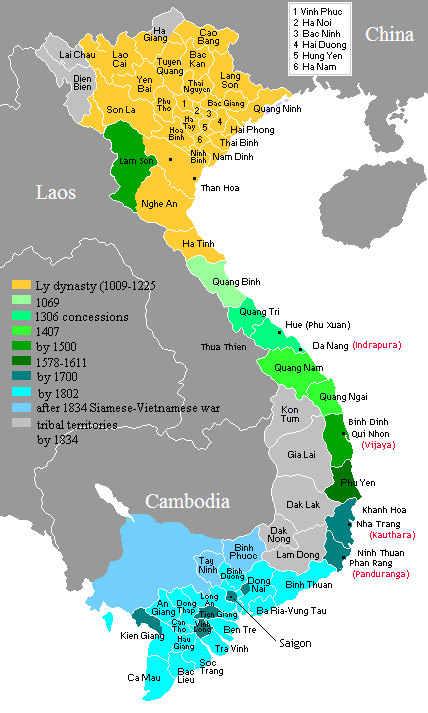
Expanze Vietnamu směrem na jih na území ovládaná Čampou a Khméry (Nam tiến - postup na jih), 1069–1757

Novému státu se začalo říkat Đại Việt. Vládu v něm získala nejprve dynastie Lý (1009–1225). Vláda byla přesunuta do dnešní Hanoje, tehdy zvané Thang Long. Stát se ideově opřel o buddhismus. Král Lý Thánh Tông roku 1070 založil chrám literatury (Van Mieu), kde vznikla i první vietnamská univerzita Císařská akademie Quốc Tử Giám, založená dle vzoru čínské kuo-c’-ťien. Tato univerzita byla zasvěcena Konfuciovi, tento krok výrazně posílil příklon inteligence ke konfuciánství. Začaly též vleklé boje s Čampou.
Vláda dynastie Lý skončila duševní nemocí posledního krále Lý Huệ Tônga, který de facto dobrovolně předal vládu svému rádci Trần Thủ Độ a stal se mnichem. Formálně byl proces předání moci stvrzen sňatkem královy osmileté dcery Lý Chiêu Hoàng se sedmiletým synovcem mocného rádce Trần Cảnhem. Ten se stal oficiálně prvním vládcem nového královského rodu, dynastie Trần (1225–1400). Ta mimo jiné odrazila tři mongolské vpády. V bojích proti Mongolům se vyznamenal vojevůdce Trần Hưng Đạo, a stal se tak významným symbolem pro budoucí nacionalistické hnutí. Nová dynastie postavila zemi na nohy také ekonomicky, daňovou reformou. Podařilo se také modernizovat systém školství. V roce 1253 byla založena Vojenská akademie a Národní institut, který měl sloužit pro vzdělávání úředníků. Státním náboženství se stal konfucianismus, ale šlo především o záležitost elit, lid nebyl k přijímání konfucianismu nucen a zůstával u buddhismu. Docházelo také k mísení těchto směrů a do této směsi byly přidávány i ingredience taoistické.
V letech 1406–1407 proběhla úspěšná čínská invaze do Vietnamu a z dobytého Vietnamu byla vytvořena provincie Ťiao-č’. Nadvládu čínské dynastie Ming ukončil roku 1428 vůdce povstání Lê Lợi a založil vietnamskou dynastii Lé. Ta pak formálně vládla zemi až do roku 1788. Na vrchol moci dovedl léovský Vietnam císař Lê Thánh Tông v letech 1460–1497. Svými reformami přivodil "zlatý věk" vietnamských dějin. Především profesionalizoval státní aparát a úředníci museli absolvovat těžké zkoušky po čínském vzoru. V důsledku předchozí čínské okupace Vietnamu byl obnovený vietnamský stát mnohem pokročilejší ve vojenské oblasti, zvláště co se týče kvality střelných zbraní, což mu umožnilo během 15. a 16. století rozhodnout staletí trvající konflikt s Čampou ve svůj prospěch.

### Krize, Nguyenové a kolonizace

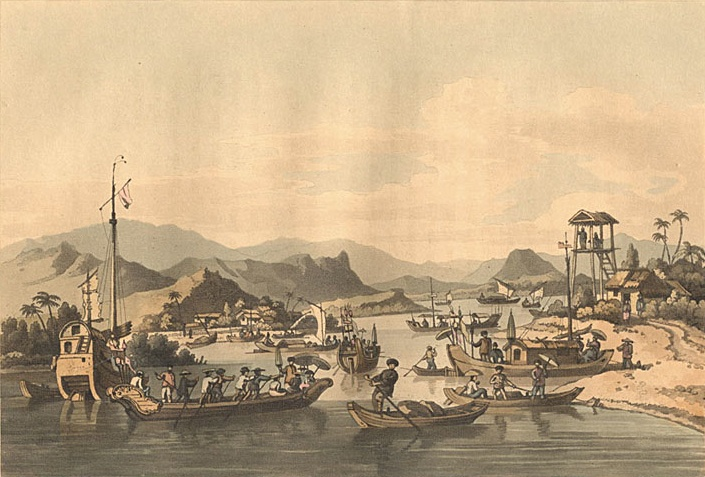
Přístav Hội An na konci 18. století

Ač dynastie Lé formálně vládla dál, s nástupem 16. století její moc upadla a Vietnam se propadl do krize. O moc se začaly rvát krom vládnoucí dynastie tři vlivné rody: Mac, Trịnh a Nguyễn. Čína si mezi nimi vybrala svého "trojského koně", rod Mac. Tomu se dokonce nakrátko podařilo uzmout trůn (1527–1533) a vládl chvíli jako dynastie Mac. Po jejím svržení byla dynastie Lé znovu instalována, skutečná moc však byla rozdělena mezi pány Trịnhu, kteří ovládali sever země, a jižní pány Nguyễn. Do roku 1592 navíc drželi na severu své pozice i Macové, než je Trinhové vytlačili. Válka mezi rody trvala do 70. let 17. století. Nguyenové byli nejdravější, a i když nedokázali dobýt sever, rozšířili naopak svá území na jih, až do delty Mekongu.
To již byla doba, kdy se ve Vietnamu začala uplatňovat francouzská koloniální moc. O kolonizaci se předtím pokoušeli Portugalci, Nizozemci i Angličané, ale neúspěšně. Francouzští misionáři do Vietnamu přijížděli od 17. století. Brzy následovali obchodníci. Ngueynové vycítili šanci a začali s Francouzi spolupracovat. Díky tomu porazili všechny konkurenční skupiny a roku 1802 sjednotili Vietnam pod svou vládou – ovšem za cenu rozsáhlého francouzského vlivu. Prvním nguyenovským císařem byl Gia Long (1802–1820). Formálně vládl rod Nguyen až do roku 1945.

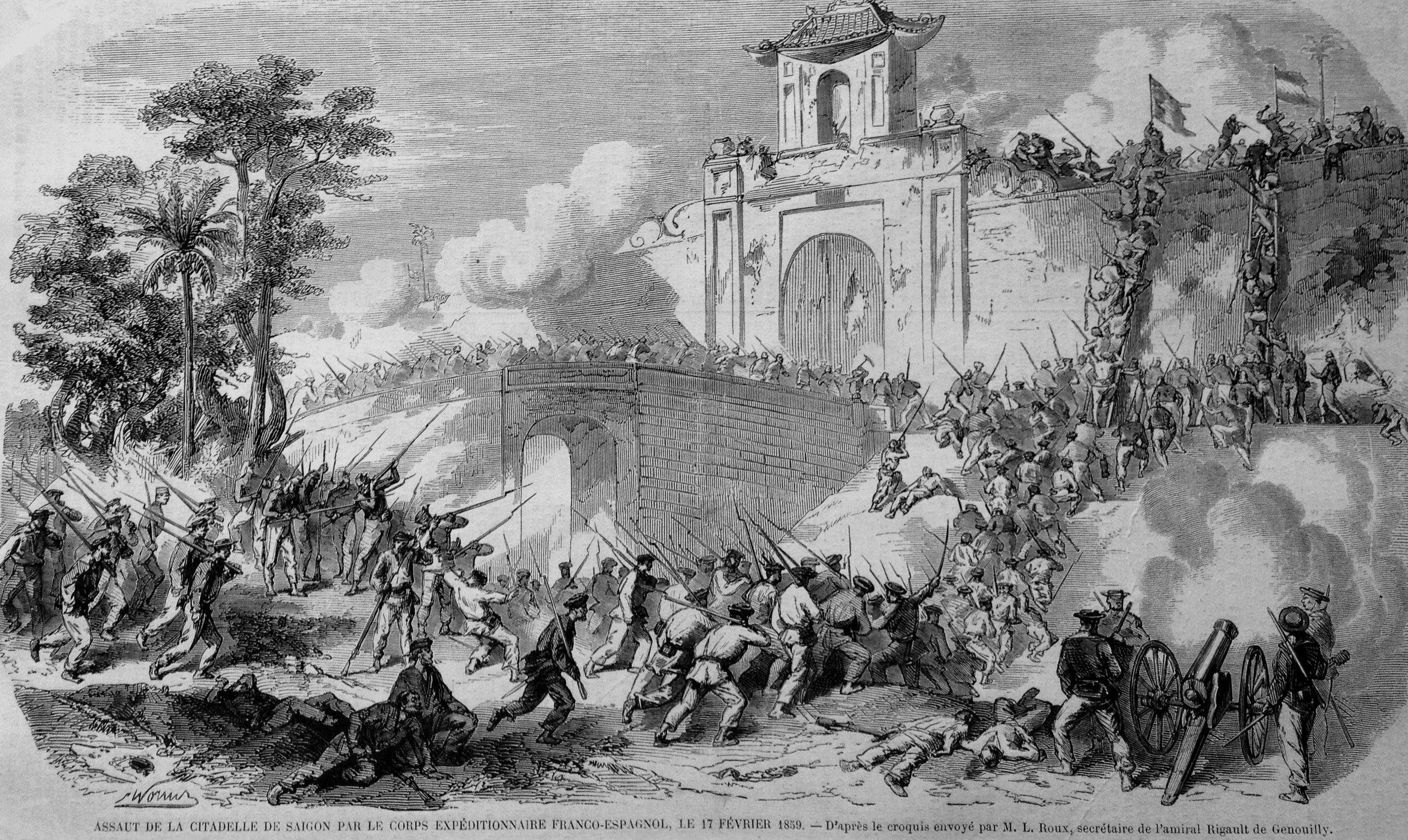
Francouzské dobytí Saigonu roku 1859

Křesťanské misie se brzy místním znelíbily. Poté, co bylo několik katolických misionářů zadrženo, zasáhlo v roce 1843 francouzské námořnictvo na jejich obranu. Tím začala série vojenských konfliktů, během níž Francouzi Vietnam postupně dobyli. Proces byl dovršen zhruba v roce 1884. Francie pak z Vietnamu učinila svou kolonii Francouzská Indočína. Vyhlášena byla roku 1887. Rozdělena byla do tří oblastí: Tonkin, Annam a Kočinčína.
Od konce 19. století sílil protifrancouzský odboj. Royalistické partyzánské hnutí Cần Vương zmasakrovalo přibližně třetinu vietnamské křesťanské populace. Další velké povstání vedl Phan Đình Phùng. Obrovské povstání vypuklo v letech 1917–1918. V roce 1930 propukla vzpoura vietnamských vojáků sloužících ve francouzské armádě, koordinovaná s Vietnamskou nacionalistickou stranou (Việt Nam Quốc Dân Đảng). Všechna tato povstání ale Francouzi potlačili. Vzpoura roku 1930 měla nicméně zásadní důsledky – antikoloniální hnutí se rozštěpilo na nacionalistickou a komunistickou část.
Během druhé světové války Vietnam obsadilo Japonsko. U moci Japonci ponechali francouzské vichistické důstojníky, ale v březnu 1945 zemi zabrali plně, aby ji využili jako zásobárnu potravin a surovin pro svou kolabující armádu – výsledkem byl hladomor Vietnamců se dvěma miliony obětí.

### Indočínská a vietnamská válka

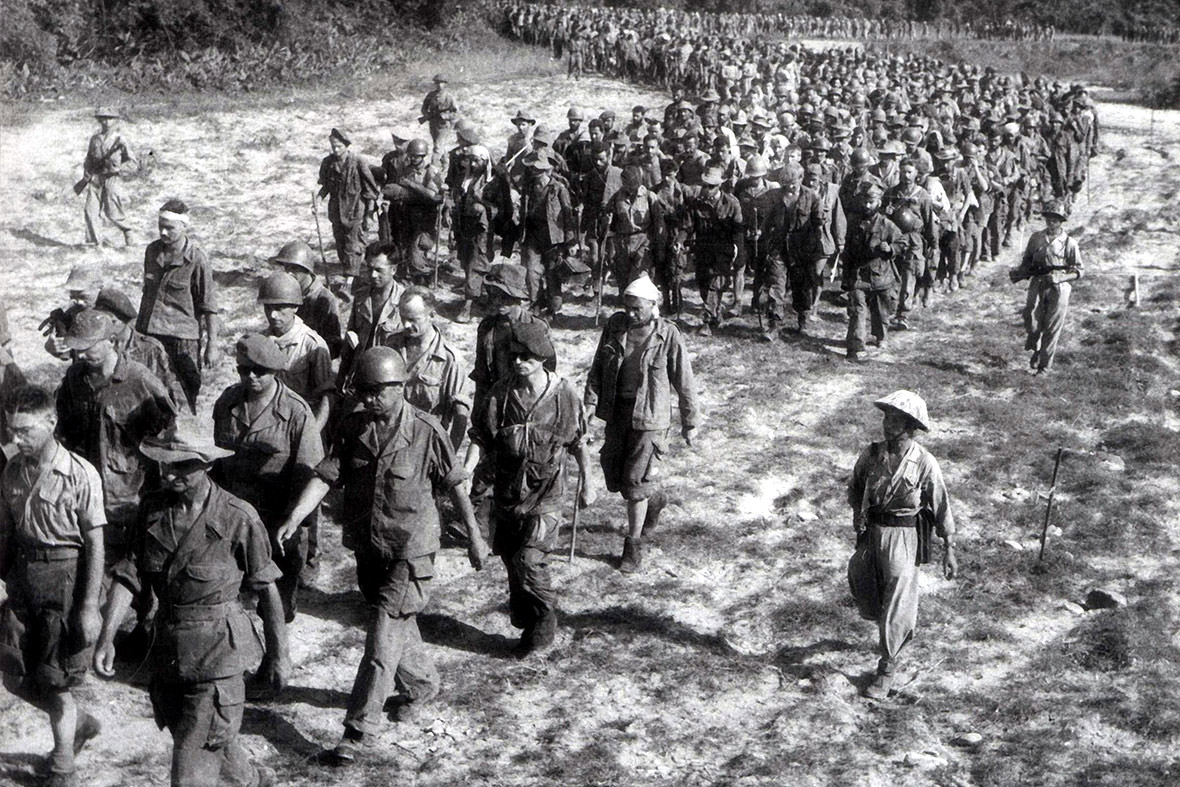
Francouzští zajatci u Dien Bien Phu

Roku 1941 Ho Či Min založil nacionalisticko-komunistickou odbojovou organizaci Việt Minh, za účelem boje proti Francouzům i Japoncům. Po japonské kapitulaci vyhlásil nezávislou republiku. Následná osmiletá indočínská válka s Francií skončila v roce 1954 bitvou u Dien Bien Phu, v níž Vietnamci drtivě zvítězili. Vojenské zásluhy si v bitvě připsal zejména Võ Nguyên Giáp.
Koloniální správa tak byla ukončena a Francouzská Indočína byla na základě Ženevských dohod z roku 1954 rozpuštěna a na jejím místě vznikly tři nové země: Vietnam, Kambodža a Laos. Vietnam byl dále rozdělen na severní a jižní oblast, zhruba podél 17. rovnoběžky. Sever měli pod kontrolou komunisté, jih nacionalisté a císař Bao Dai. Rozdělení mělo být dočasné, do voleb naplánovaných na červenec 1956. Bylo povoleno třistadenní období volného pohybu mezi oběma částmi země, během něhož téměř milion seveřanů (hlavně katolíků) odešel na jih v obavě z komunistických perzekucí. Obavy byly živeny antikomunistickou kampaní CIA (viz Operace Passage to Freedom). V roce 1955 jihovietnamský premiér Ngô Đình Diệm svrhl císaře Bao Đạie na základě referenda (patrně zfalšovaného) a prohlásil se prezidentem Vietnamské republiky. Ho Či Min na severu vzápětí vyhlásil Vietnamskou demokratickou republiku. Komunisté pak zahájili masakry majitelů půdy, odhady hovoří o sto tisících popravených. Zároveň v jižní části země prováděli teroristické operace, při nichž zavraždili stovky jihovietnamských úředníků, a na konci 50. let pak zformovali partyzánské jednotky Vietcong, které zahájily operace s cílem svrhnout režim prezidenta Diệma. Vojenské operace Vietcongu a jednotek Viet Minhu probíhaly i na území sousedního Laosu a Kambodži.

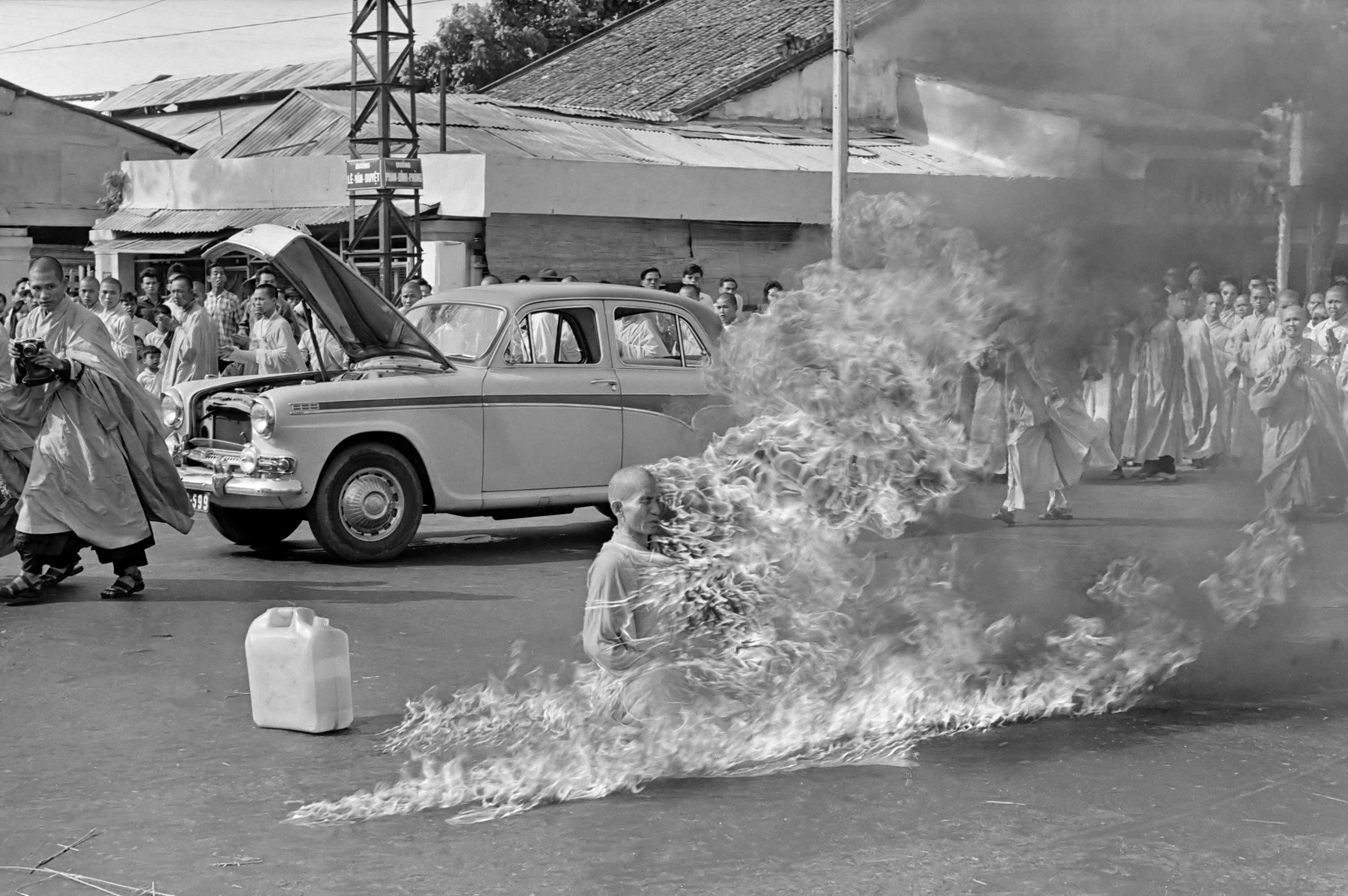
Thích Quảng Đức

Komunistům hrála do karet křehkost Diemova režimu. Diem byl katolík a ovládal většinově buddhistické obyvatelstvo. V roce 1963 vypukly buddhistické protesty. Pozornost světové veřejnosti upoutali zejména protesty ve formě sebeupálení několika mnichů, z nichž nejznámějším byl Thích Quảng Đức. Masové demonstrace Diem násilně potlačil. To vedlo ke zhroucení vztahů se Spojenými státy a nakonec k převratu v roce 1963, při kterém byl Diem zavražděn. U moci se pak v rychlém sledu vystřídal tucet vojenských vlád, až v letech 1965-1967 postupně převzal kontrolu generál Nguyễn Văn Thiệu. Spojené státy, zděšeny možností, že rozvrat v jižním Vietnamu povede k rychlému zabrání celé země komunisty, se od roku 1964 začaly v konfliktu silně vojensky angažovat, přičemž jako záminku k intervenci využily incident v Tonkinském zálivu z roku 1964. Američané měli v jednu chvíli ve Vietnamu 500 000 vojáků. Válkou prošlo celkem více než 2,6 milionů Američanů. Padlo jich asi 60 000. Severnímu Vietnamu naopak poskytovaly významnou materiální pomoc Čína a Sovětský svaz. Vyslali i 15 000 "vojenských poradců".

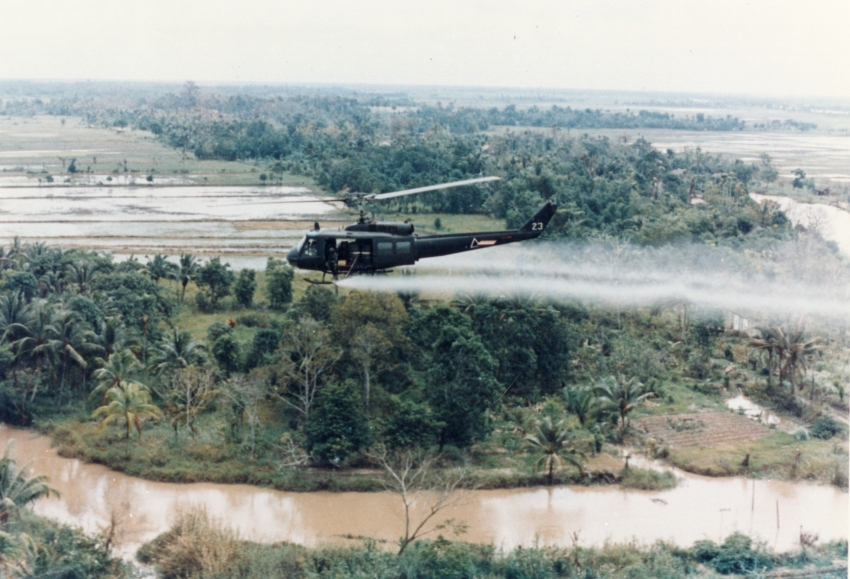
Vrtulník rozprašující Agent Orange v deltě Mekongu

Válka byla vedena se značnou krutostí; během bojů bylo zabito přes 2 miliony lidí, převážně civilistů, a bylo ničeno životní prostředí. Docházelo k páchání válečných zločinů, jako byl americký masakr v My Lai nebo komunistický masakr v Hue. Severní Vietnam byl dlouhodobě bombardován americkým letectvem v rámci operace Rolling Thunder. USA v boji s partyzány z Vietcongu použily proti rostlinným porostům jedovatou chemikálii Agent Orange, která kontaminovala půdu a zmrzačila miliony Vietnamců.
Velkým zlomem ve válce byla severovietnamská ofenziva Tet z roku 1968. Kampaň vojensky selhala, ale šokovala americký establishment a obrátila americké veřejné mínění proti válce. Mezi lety 1968 a 1972 probíhal v Jižním Vietnamu za pomoci Američanů a CIA tzv. program Phoenix, jehož cílem bylo zničit podpůrnou infrastrukturu Vietkongu. Během implementace programu byly zatčeny desetitisíce lidí, ti byli mučeni a mnozí z nich zabiti. Tváří v tvář rostoucímu počtu obětí, sílící domácí opozici vůči válce a mezinárodnímu odsouzení se USA začaly počátkem 70. let z bojů stahovat. Definitivně odešly v roce 1973. Válka pak skončila v roce 1975, kdy padl Saigon (dnes Ho Či Minovo město) a Severní Vietnam ovládl zbytek země. Od roku 1975 tak vládne v celé zemi Komunistická strana Vietnamu. Obě části země byly oficiálně sloučeny 2. července 1976. Poté komunisté poslali 300 000 Jihovietnamců do převýchovných táborů, kde byli mnozí mučeni a trpěli hladem.

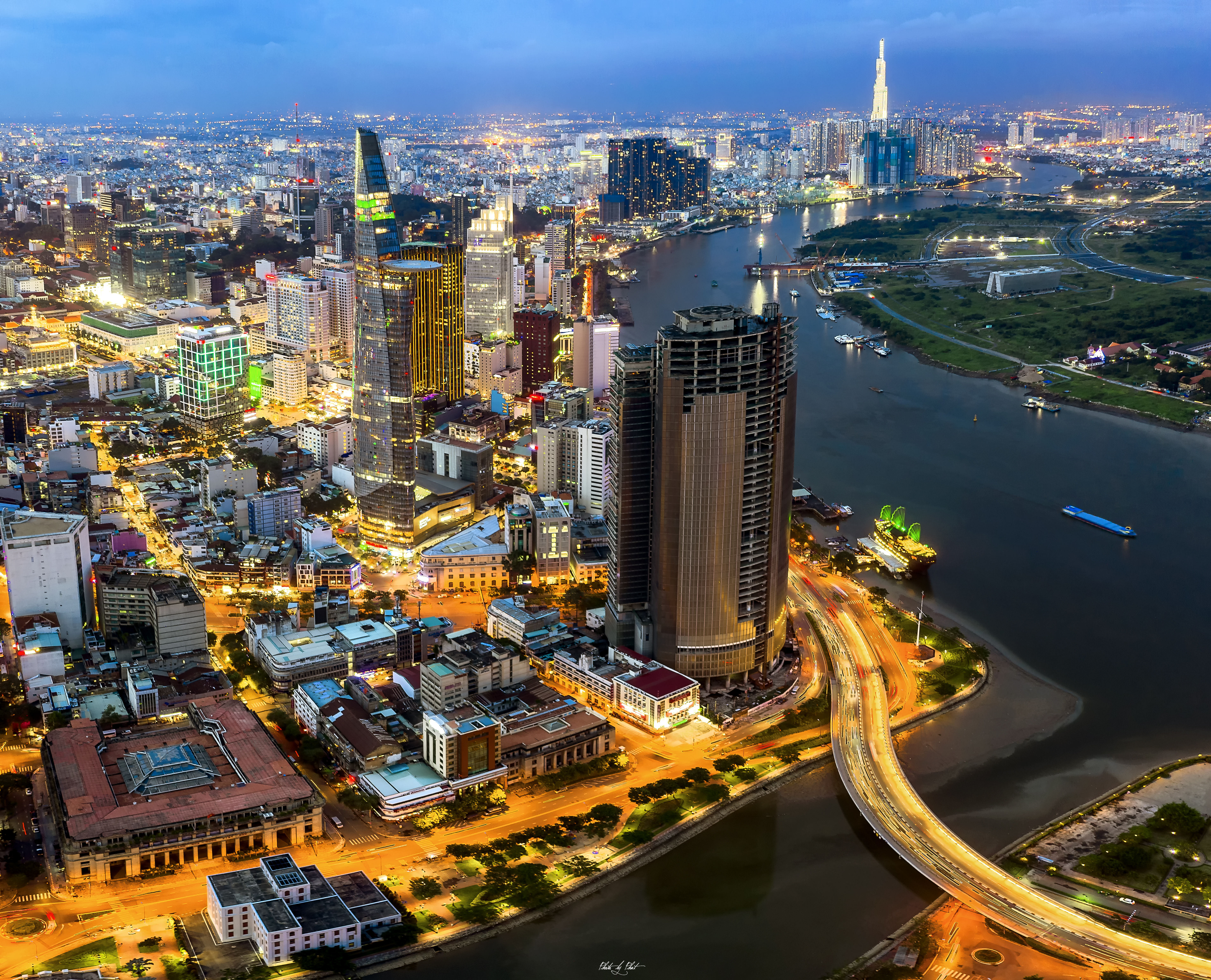
Od 90. let zažívá Vietnam prudký rozvoj

V důsledku vietnamské invaze do Kambodže, která svrhla brutální režim Rudých Khmerů, došlo ke zhoršení čínsko-vietnamských vztahů a v roce 1979 vypukla čínsko-vietnamská válka. Vietnam se pak ještě více připoutal k Sovětskému svazu.
Na šestém národním kongresu Komunistické strany Vietnamu v prosinci 1986 reformní politici odstranili „starou gardu“. V čele reformátorů stál 71letý Nguyễn Văn Linh, který se stal novým generálním tajemníkem strany. Nechal pak provést řadu reforem známých jako Đổi Mới („Renovace“), které znamenaly přechod z plánované ekonomiky k volnému trhu. Ačkoli byla zachována vláda jedné strany, stát podpořil soukromé vlastnictví farem a továren, ekonomickou deregulaci a zahraniční investice, přičemž si udržel přímou kontrolu jen nad strategickými průmysly. Následně vietnamská ekonomika dosáhla silného růstu.

## Státní symboly

### Vlajka
Vietnamská vlajka je tvořena červeným listem o poměru stran 2:3 se žlutou pěticípou hvězdou uprostřed. Hvězda je vepsaná v pomyslné kružnici o průměru ⅗ šířky vlajky.

### Znak
Vietnamský státní znak tvoří zlatá pěticípá hvězda ze státní vlajky na červeném kruhovém podkladu ohraničeném věncem rýžových klasů s ozubeným kolem ve spodní části. Klasy jsou převázány rudou stuhou s nápisem CỘNG HOÀ XÃ HỘI CHỦ NGHĨA VIỆT NAM (česky Socialistická republika Vietnam).

### Hymna
Vietnamská hymna je píseň Tiến Quân Ca (česky Pochod na frontu). Text i hudbu složil l Nguyen Van Cao.

## Geografie

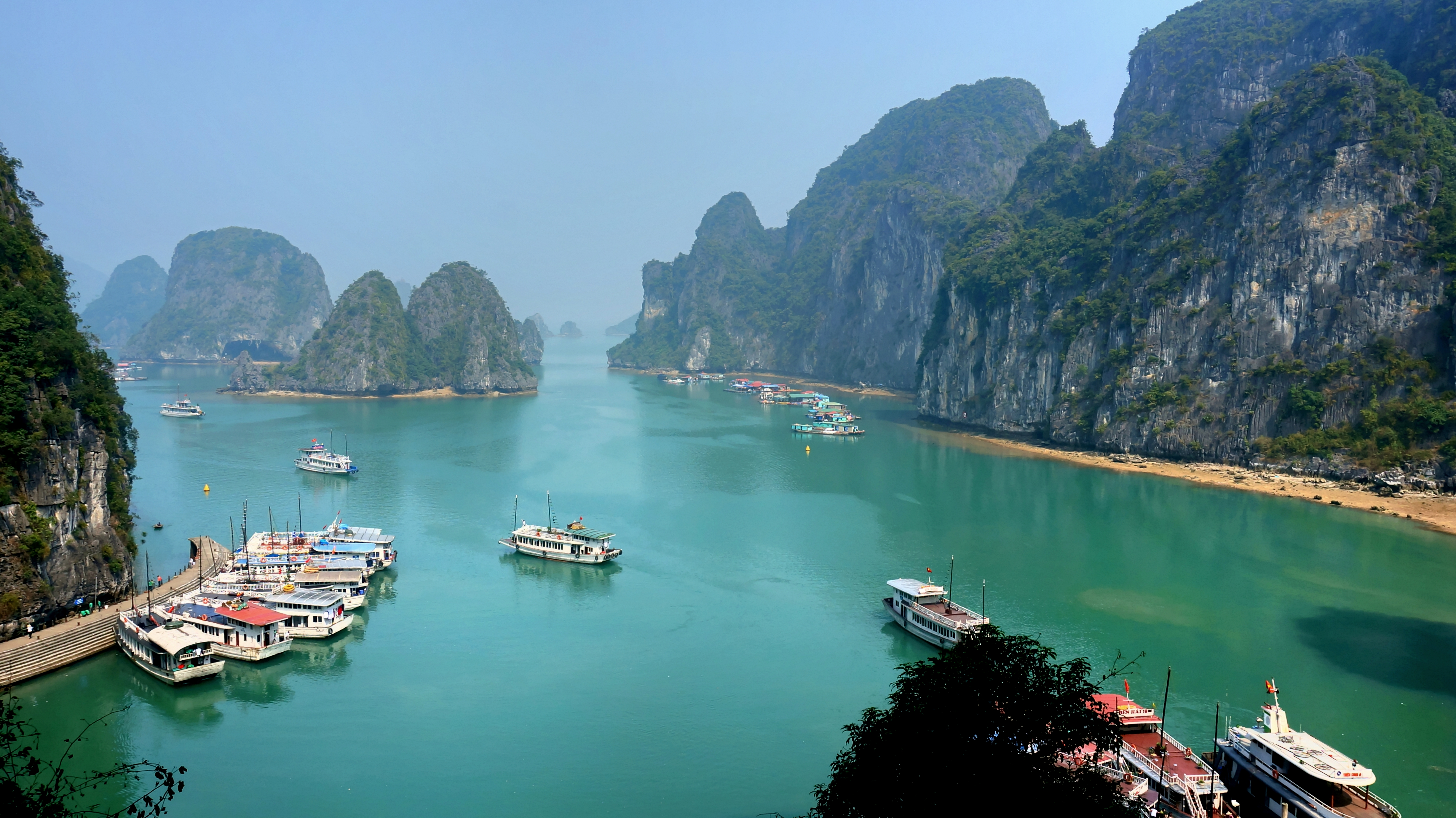
Zátoka Ha Long

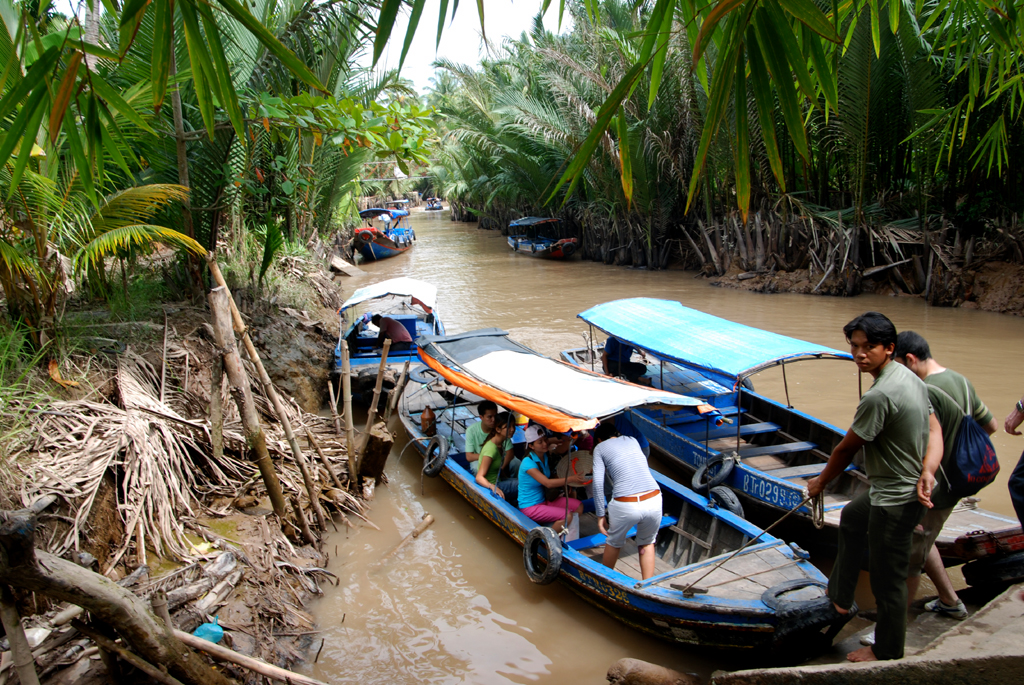
Jedno z ramen delty Mekongu

Klimatická mapa Vietnamu

Vietnam se rozkládá na ploše 331 690 km čtverečních. Délka vnitrozemských hranic je 4639 km a pobřežní čára je dlouhá 3444 km. Z hlediska klimatu je severní Vietnam subtropický, zatímco střední a jižní oblasti jsou tropické.
Při pobřeží se rozkládají úzké nížiny, ve vnitrozemí se pak vypínají hory (zejm. Annamské pohoří), které dosahují výšky přes 3000 m n. m. (nejvyšší hora Vietnamu Fan Si Pan měří 3143 metrů). Hory zabírají 40% plochy země, tropické lesy pokrývají přibližně 42%.
Pro Vietnam jsou důležité dvě delty dvou největších řek, kde se odjakživa soustřeďovala populace. Delta Rudé řeky na severu zaujímá asi 15 000 km čtverečních. Je menší, ale hustěji osídlená než delta řeky Mekong na jihu. Ta pokrývá přibližně 40 000 km čtverečních. Rudá řeka je zároveň nejdelší řeka země – protéká jí v délce 450 km. Typická pro tyto oblasti jsou nekonečná rýžová pole a stále zelené tropické lesy.
V průběhu monzunové sezóny dochází ve Vietnamu k vysokým dešťovým srážkám, v průměru od 1 500 do 2 000 milimetrů, což často způsobuje záplavy. Zemi rovněž často ohrožují tajfuny.
Vietnam má vysokou biodiverzitu, 16. nejvyšší na světě. Lze v něm nalézt přibližně 16% všech žijících druhů zvířat a rostlin na planetě. V zemi je identifikováno 15 986 druhů rostlin, z nichž 10% je endemických. Také je možno zde nalézt 260 druhů plazů, 120 obojživelníků, 840 ptáků a 310 savců, z toho 100 druhů ptáků a 78 druhů savců je endemických. Vietnam má dvě místa zapsaná na seznam světového přírodního dědictví UNESCO, zátoku Hạ Long a národní park Phong Nha-Ke Bang. Vietnamská vláda vyhlásila již 126 chráněných přírodních oblastí, včetně 30 národních parků. Tato málo prozkoumaná příroda nabízí biologům stále ještě velký prostor k objevování, v posledních letech zde bylo objeveno šest nových druhů savců – saola, muntžak obrovský či langur indočínský. V roce 2010 byl ve Vietnamu objeven mimořádně ohrožený nosorožec jávský, ale jeho poslední kus na vietnamském území byl patrně zastřelen pytláky v roce 2010.

## Politika

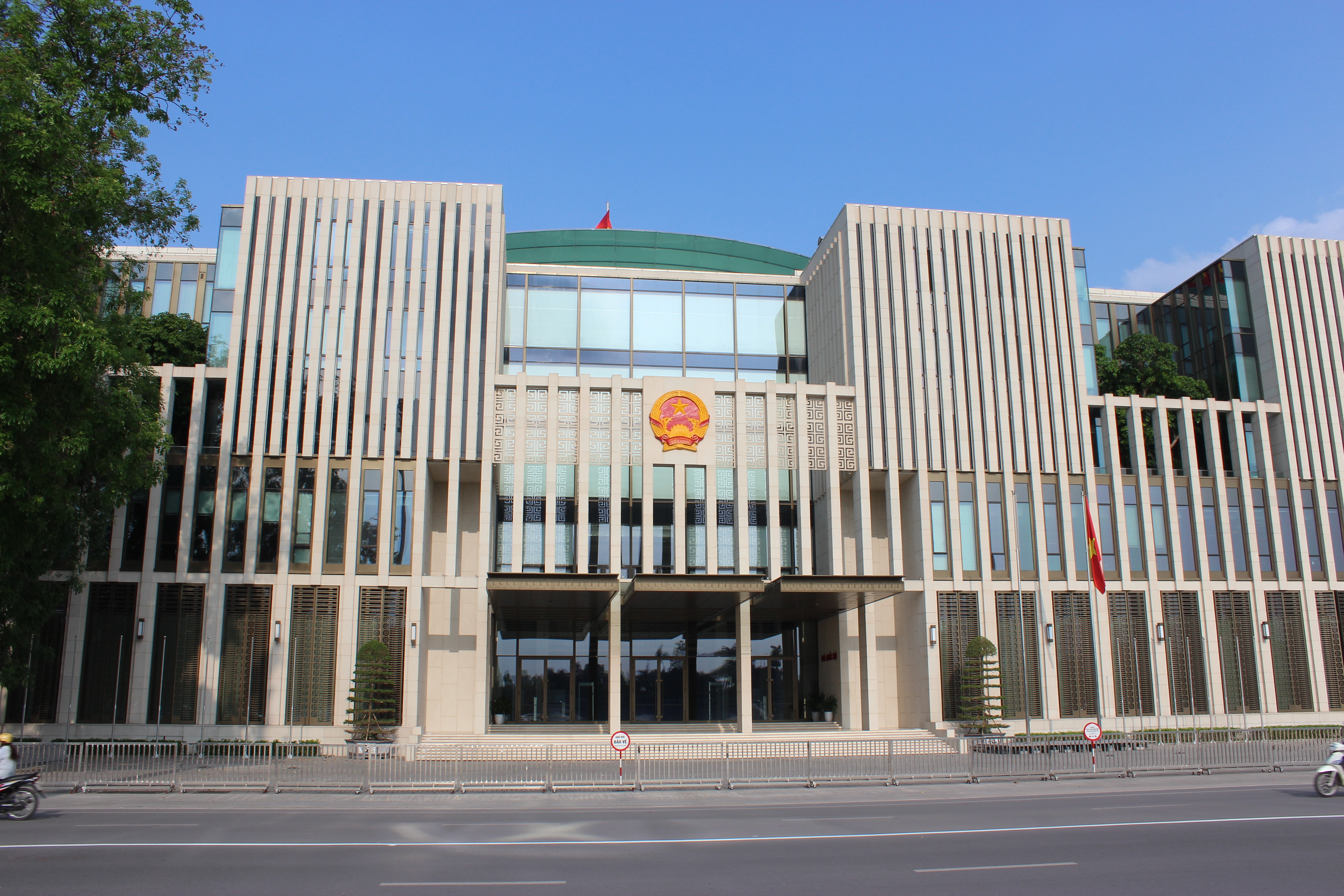
Budova Národního shromáždění v Hanoji

Vietnam je republika, dle ústavy socialistická a s vládou jedné strany – Komunistické strany Vietnamu. Jiné politické strany než vládnoucí nejsou povoleny. Vietnam je jedním ze dvou komunistických států v jihovýchodní Asii (druhým je Laos) . Ačkoli Vietnam zůstává oficiálně věrný socialismu, jeho ekonomika je kapitalistická a nese dokonce jisté liberální rysy – daně jsou např. zhruba na úrovni Thajska, tedy mnohem nižší než v Evropě. Proto také The Economist nazval politické vedení Vietnamu "horlivě kapitalistickými komunisty". Systém vlády se nicméně podobá československému systému Národní fronty před rokem 1989 – volby se konají, ale zúčastnit se jich mohou jen povolené politické organizace sdružené ve Vlastenecké frontě či odboráři ze státem kontrolovaných odborů.

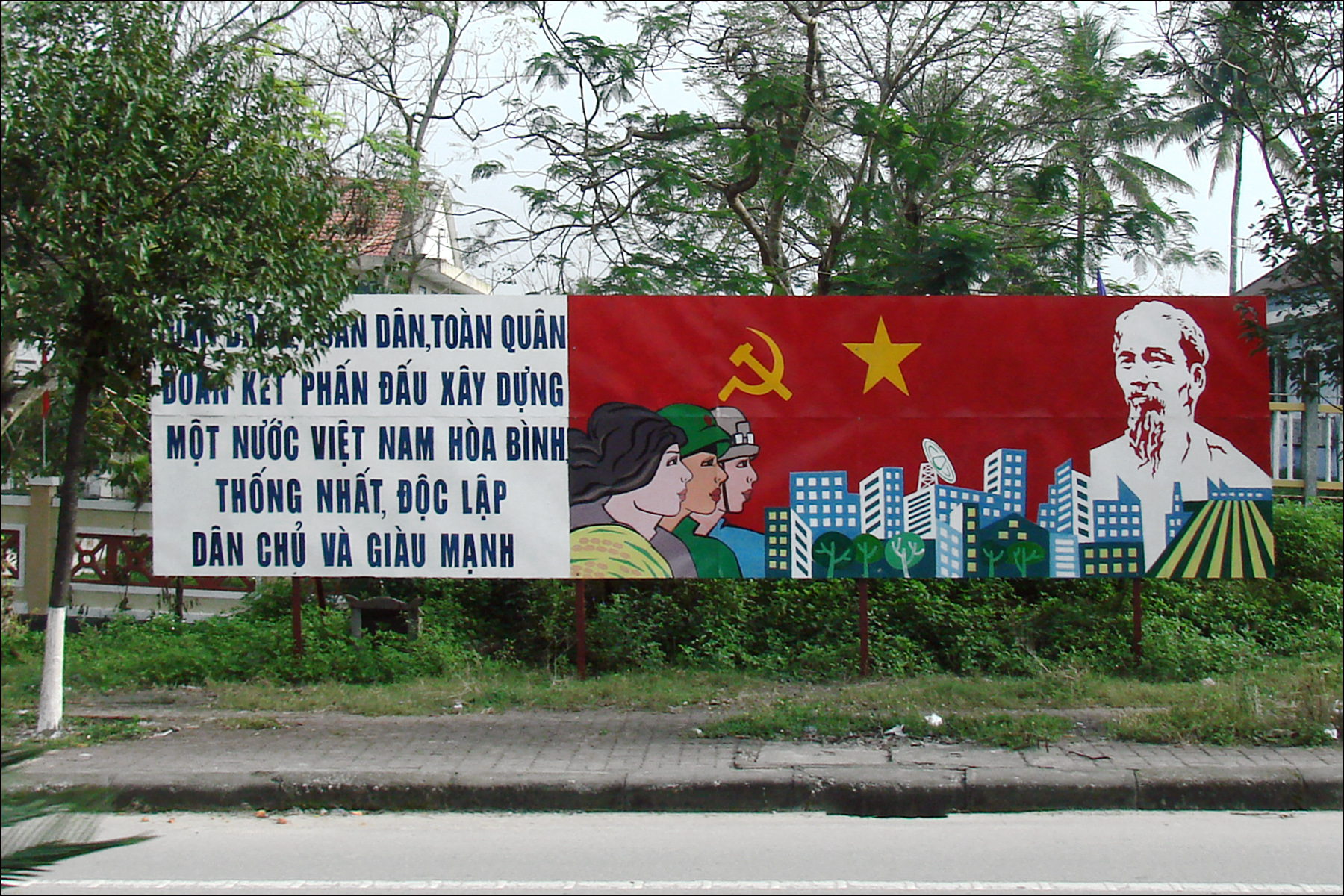
Billboard ve městě Hue s portrétem Ho Či Mina, který vyhlásil nezávislost Vietnamu

Klíčovou mocenskou pozicí je generální tajemník komunistické strany, následuje prezident, jež je vrchním velitelem armády a předsedou Rady nejvyšší obrany a bezpečnosti, poté předseda vlády. Národní shromáždění je jednokomorovým zákonodárcem, složeným ze 499 členů. Všichni ministři vlády musejí být před svým jmenováním zvolenými členy Národního shromáždění.
Nejvyšší lidový soud, hlavní odvolací orgán v soudním systému, je odpovědný parlamentu. Vietnam si zachovává trest smrti, který je aktivně využíván za škálu trestných činů včetně distribuce drog či za korupci.
Specifickým je vztah Vietnamu a Čínské lidové republiky. Ačkoli obě země v současnosti spojuje podobný společensko-hospodářský model, nedá se říci, že by Vietnam k Číně geopoliticky přiléhal, což je dáno historicky, tradiční snahou Vietnamu uchovat si na velkém sousedovi nezávislost. Ačkoli Čína a Vietnam žijí formálně v míru, v Jihočínském moři existují třecí plochy a mezi oběma zeměmi existuje napětí.

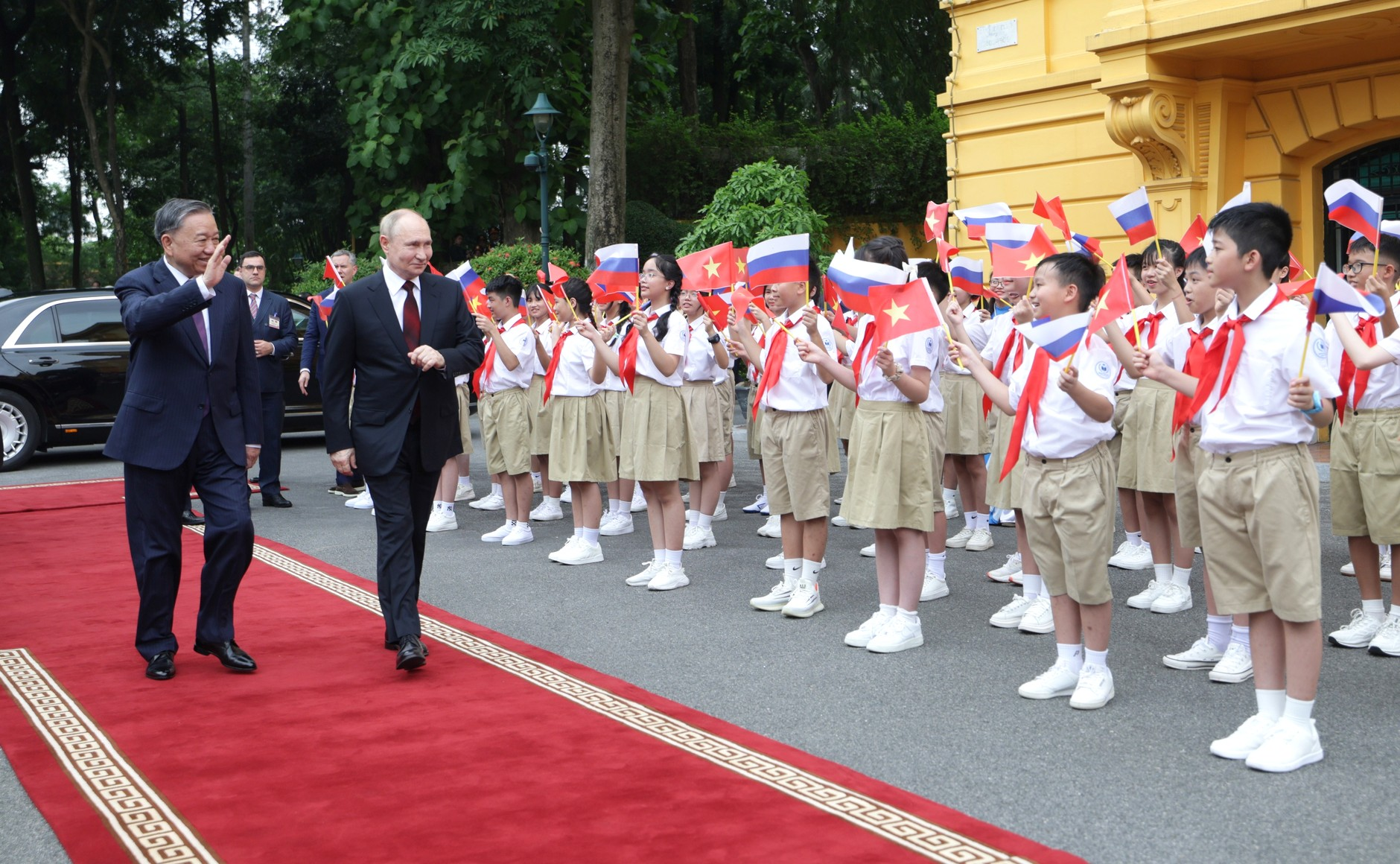
Tehdejší vietnamský prezident To Lam a ruský prezident Vladimir Putin v Hanoji 20. června 2024

Komunisty ovládaný Vietnam měl tradičně dobré vztahy se Sovětským svazem a poté i s nástupnickým Ruskem. V roce 2017 zjistil mezinárodní průzkum veřejného mínění, že ruský prezident Vladimir Putin se ve Vietnamu těší ještě větší popularitě než v samotném Rusku. Ruský ministr zahraničí Sergej Lavrov označil Vietnam za „klíčového partnera“ Ruska ve skupině zemí ASEAN.
Vztahy se Západem byly po vietnamské válce špatné. První zlepšení reputace Vietnamu u západních politiků přišlo poté, co vietnamská armáda rozdrtila děsivý režim Rudých Khmerů v Kambodži. Druhé zlepšení vztahů přišlo po reformách v roce 1986. Vztahy se Spojenými státy se začaly zlepšovat v srpnu 1995, kdy oba státy povýšily své styčné úřady na velvyslanectví. V květnu 2016 americký prezident Barack Obama dále normalizoval vztahy s Vietnamem poté, co oznámil zrušení zbrojního embarga. V dubnu 2023 navštívil Vietnam český premiér Petr Fiala.

### Ozbrojené síly

Insignie vietnamské lidové armády

Vietnamské ozbrojené síly byly založeny 22. prosince 1944. Skládá se z Vietnamské lidové armády, z lidové veřejné bezpečnosti a civilních obranných sil.
Hlavní sídlo Ústřední vojenské komise se nachází v hanojské čtvrti Ba Đình. Vedení tvoří tajemník Ústřední vojenské komise, vrchní velitel, ministr obrany, náčelník generálního štábu a vedoucí hlavního odboru pro politické záležitosti.
Doba základní vojenské služby trvá 24 měsíců, je povinná pro všechny fyzicky schopné muže od věku 18-25 let.
Vietnamská lidová armáda (VPA) je oficiální jméno pro aktivní vojenskou službu a je rozdělen do vietnamských pozemních sil, lidového námořnictva, lidového letectva, obranných sil, pohraniční a pobřežní stráže.

Motto se překládá jako:"Odhodlán vyhrát"

VPA má v aktivní službě přibližně 482 000 vojáků, ale jeho celková síla, včetně polovojenských sil, může dosáhnout až 5 milionů lidí. V roce 2021 vojenské výdaje činily přibližně 7,46 miliardy USD, což odpovídá přibližně 2,3% (2018) jejich celkových vládních výdajů.
Vietnamské ozbrojené síly se pravidelně zúčastní společných vojenských cvičení a válečných her, které se konají také s Brunejí, Indií, Japonskem, Laosem, Ruskem, Singapurem a Spojenými státy americkými.
Od roku 2015 působí v mírových misích OSN ve Středoafrické republice a v Jižním Súdánu.

### Správní členění

Mapa správního členění Vietnamu

Vietnam se člení na 63 administrativních oblastí; jde o 57 provincií (vietnamsky tỉnh) a 6 měst „pod ústřední správou“ (thành phố trực thuộc trung ương), jež jsou na úrovni provincií.
Jednotlivé provincie se dále dělí na okresy (huyện), střediskové obce (thị xã) a města „pod provinční správou“ (thành phố trực thuộc tỉnh); na téže úrovni jsou pak také (ve zmíněných 5 městech) městské obvody (quận).
- An Giang
- Ba Ria-Vung Tau
- Bac Giang
- Bac Kan
- Bac Lieu
- Bac Ninh
- Ben Tre
- Binh Dinh
- Binh Phuoc
- Binh Thuan
- Binh Duong
- Ca Mau
- Cao Bang
- Dak Lak
- Dak Nong
- Dien Bien
- Dong Nai
- Dong Thap
- Gia Lai
- Ha Giang
- Ha Nam
- Ha Tinh
- Hai Duong
- Hau Giang
- Hoa Binh
- Hung Yen
- Khanh Hoa
- Kien Giang
- Kon Tum
- Lai Chau
- Lam Dong
- Lang Son
- Lao Cai
- Long An
- Nam Dinh
- Nghe An
- Ninh Binh
- Ninh Thuan
- Phu Tho
- Phu Yen
- Quang Binh
- Quang Nam
- Quang Ngai
- Quang Ninh
- Quang Tri
- Soc Trang
- Son La
- Tay Ninh
- Thai Binh
- Thai Nguyen
- Thanh Hoa
- Tien Giang
- Tra Vinh
- Tuyen Quang
- Vinh Long
- Vinh Phuc
- Yen Bai
- Danang
- Hanoj
- Ho Či Minovo Město
- Can Tho
- Haiphong
- Hue

## Ekonomika

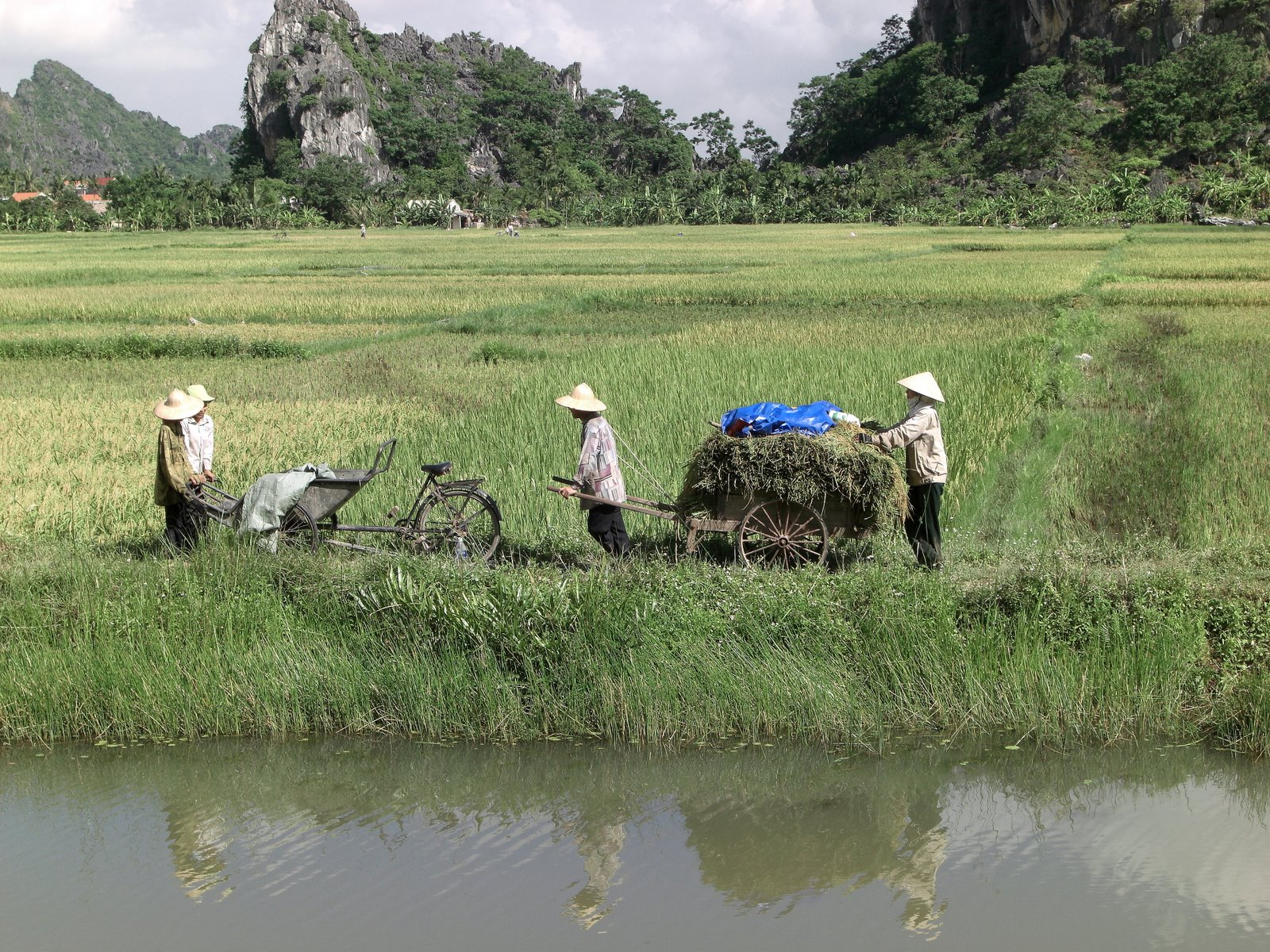
Venkované pracující na rýžovém poli

Vietnamská ekonomika byla v roce 2021 dle Mezinárodního měnového fondu 24. největší na světě, z hlediska hrubého domácího produktu v paritě kupní síly (počítáme-li jen skutečně suverénní státy). Zatímco v roce 1980 se Vietnam na světové ekonomice podílel 0,18 % procenta, v roce 2018 už to bylo 0,52 %. Světové finanční instituce očekávají další posilování pozice Vietnamu v globální ekonomice, podle Goldman Sachs bude v roce 2025 vietnamská ekonomika 17. největší na světě. Roste spotřeba uhlí při výrobě elektřiny a Vietnam se tak stal významným producentem CO2.
Významnou roli v národním hospodářství hraje zemědělství – zaměstnává 48 % ekonomicky aktivního obyvatelstva. Mezi hlavní produkty patří rýže (4. místo na světě v produkci, 2. místo ve vývozu), káva (2. místo na světě v produkci), pepř (1. místo na světě v produkci), ořechy kešu (3. místo na světě v produkci), čaj (6. místo na světě v produkci), krevety. Zvolna se rozvíjí cestovní ruch – země je bohatá jak na kulturní, tak na přírodní bohatství, na své si přijdou i milovníci sportu.
Vietnam patří mezi prioritní země české zahraniční rozvojové spolupráce. České projekty se soustředí na čtyři hlavní sektory: ochrana životního prostředí, sociální ochrana obyvatelstva, rozvoj venkova a zemědělství, boj proti kriminalitě (zejména obchodu s lidmi), ekonomicko průmyslový rozvoj.
Od roku 1978 je vietnamskou měnou dong.

### Doprava

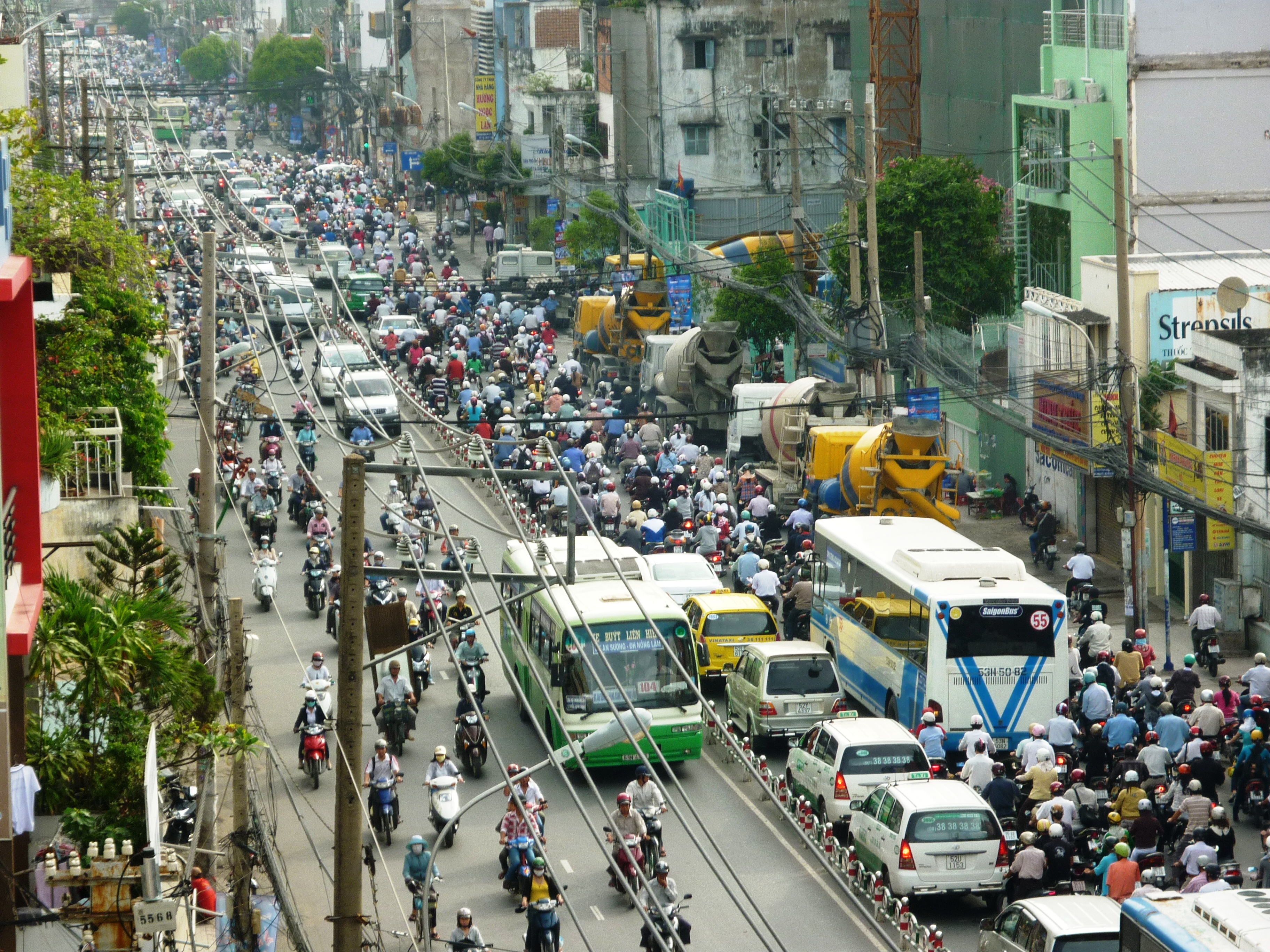
Doprava v Ho Či Minově Městě

Silniční infrastruktura ve Vietnamu má délku okolo 260 000 km, z toho je jen 19 % zpevněných silnic. 40 % sítě je ve špatném stavu. Infrastruktura se skládá z různých typů cest, přičemž 20 000 km tvoří dálnice a 24 000 provinční silnice. Do roku 2015 bylo postaveno více než 700 km dálnic a rychlostních silnic, 500 km je stále ve výstavbě. Rychlostní silnice jsou ve Vietnamu poměrné novinkou. Silniční provoz se rozrůstá, ale většina silnic je nebezpečných kvůli zastaralosti. Rychlostní silnice řeší problém na hlavních tazích tím, že oddělují rychlý silniční provoz od pomalého. Ve Vietnamu jsou definovány 2 typy rychlostních silnic. Rychlostní kategorie jsou čtyři: 60, 80, 100 a 120 km/h. Obecně mají na rychlostní silnici přístup auta, autobusy, nákladní auta a công nông (zemědělská vozidla) a všechny typy motocyklů jsou zakázány.
Vodní doprava je především trajektová. Většina trajektových spojů byla nahrazená mosty, ale trajekty stále fungují pro vozidla, které nemají povolený přístup na rychlostní silnice.
Roste důležitost letecké dopravy. Linka mezi Hanojí a Ho Či Minovým Městem je od roku 2016 7. nejvytíženější linkou na světě. V roce 2017 se na ní přepravilo 6 769 823 pasažérů. Vietnam má 37 civilních letišť, včetně 3 mezinárodních. Mezi mezinárodní letiště patří: Mezinárodní letiště Nội Bài v Hanoji, Da Nang v Da Nangu a letiště Tân Sơn Nhất v Ho Či Minově Městě. Tân Sơn Nhất je největší vietnamské letiště. V roce 2017 odbavilo 62 milionů pasažérů, což bylo 19% zvýšení oproti roku 2016. Vietnamské aerolinie létají na 79 mezinárodních letišť a vlastní 83 letadel. Druhým největším domácím dopravcem je VietJet Air, kteří mají 47 letadel.
Metro je v procesu výstavby ve dvou metropolích Vietnamu, v Hanoji a Ho Či Minově Městě.

## Obyvatelstvo
K prosinci 2023 žilo ve Vietnamu přibližně 100,3 milionu obyvatel. Počet obyvatel výrazně vzrostl oproti sčítání lidu z roku 1979, kdy celkový počet obyvatel sjednoceného Vietnamu činil 52,7 milionu. Podle posledního sčítání lidu z roku 2019 žilo v zemi 96 208 984 obyvatel. Na základě tohoto sčítání žije 65,6 % vietnamské populace na venkově, zatímco ve městech pouze 34,4 %. Průměrné tempo růstu městského obyvatelstva se v poslední době zvýšilo, což se připisuje zejména migraci a rychlé urbanizaci. Dominantní etnická skupina jsou Vietové, kteří tvoří 82 085 826 osob, tedy 85 % obyvatelstva. Většina jejich obyvatelstva je soustředěna v náplavových deltách a pobřežních nížinách země. Jako většinové etnikum mají Vietové v zemi značný politický a ekonomický vliv. Přesto ve Vietnamu žijí také různé etnické skupiny, z nichž 54 je oficiálně uznáno, včetně Hmongů, Dao, Tàyů, Thajci a Nùngů. Mnoho etnických menšin, jako jsou Muongové, kteří jsou Kinhům blízce příbuzní, žije na vysočině, která pokrývá dvě třetiny vietnamského území. Horské kmeny obývající převážně hraniční oblasti žijí v chudobě a dodnes čelí diskriminaci ze strany většinové vietnamské společnosti.
Od rozdělení Vietnamu žili ve Střední vysočině téměř výhradně Degarové (včetně více než 40 kmenových skupin), nicméně jihovietnamská vláda v té době zavedla program přesídlování Kinhů do původních oblastí. Hoa (etničtí Číňané) a Khmerové Kromové jsou převážně obyvatelé nížin. V průběhu vietnamské historie se do země přistěhovalo mnoho Číňanů, převážně z jižní Číny, jako správci, obchodníci a dokonce i uprchlíci. Od sjednocení v roce 1976 došlo v důsledku zesílení komunistické politiky v celé zemi ke znárodňování a konfiskaci majetku zejména Hoa na jihu a bohatých ve městech. To vedlo mnoho z nich k odchodu z Vietnamu.

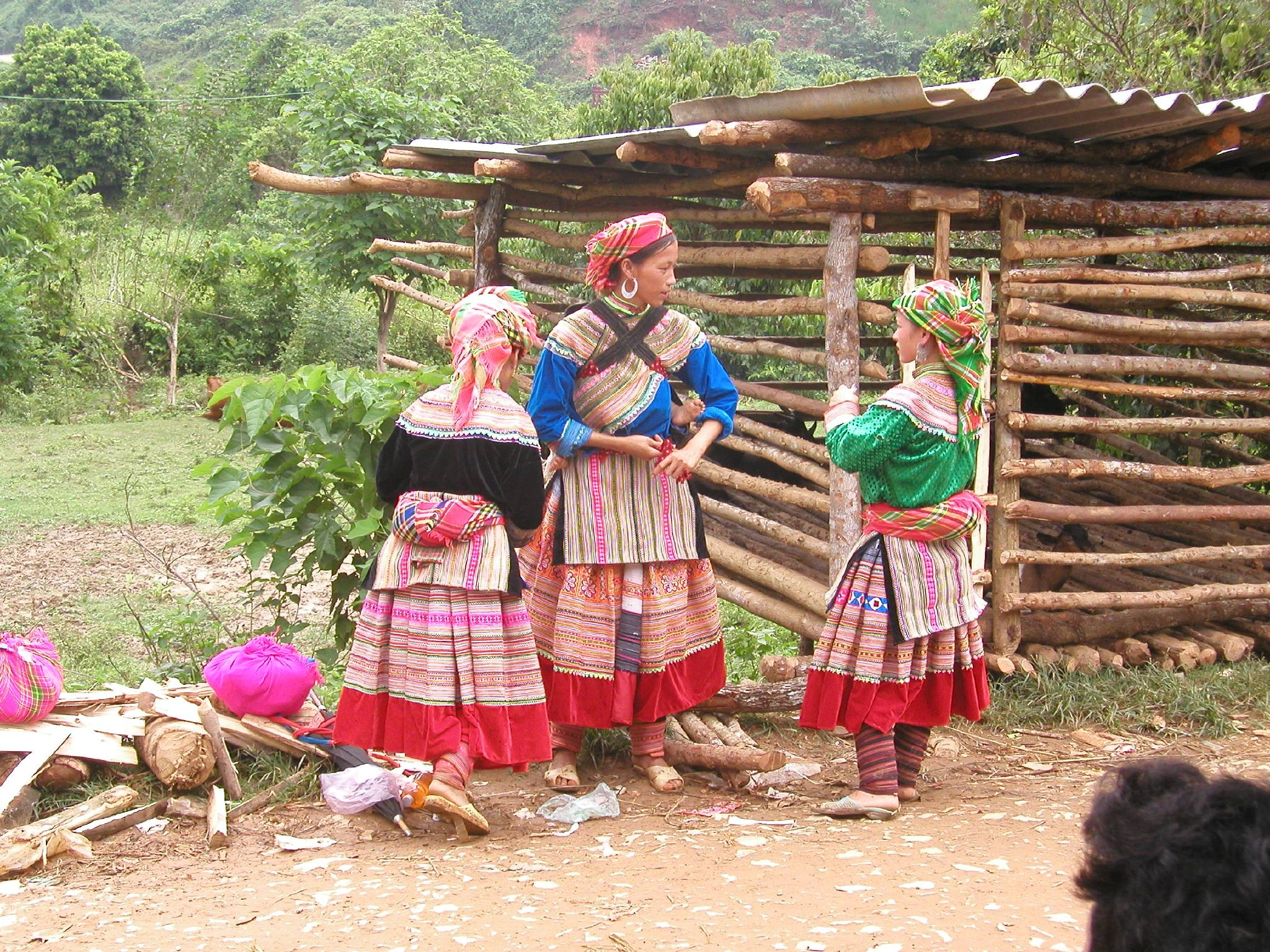
Ženy z etnické menšiny Hmongů

### Náboženství
Náboženství ve Vietnamu (2019)
Podle oficiálních statistik má Vietnam jednu z nejateističtějších populací světa, bez vyznání je 81,8 procenta obyvatel. Nejrozšířenějším náboženstvím je buddhismus, k němuž se hlásí 7,9 procenta obyvatel Vietnamu, přičemž převládá buddhismus mahájánový. 6,6 procenta je v zemi katolíků, což je po Filipínách a Jižní Koreji nejvyšší poměr v Asii. Významnější roli sehrávají ještě dvě sekty, v zásadě buddhistická Hoa Hao (1,7%) a Cao Dai (0,9%). Okrajové zastoupení má protestantismus (asi 200 000 lidí v Centrální vrchovině) a islám, k němuž se hlásí převážně Khmerové a Čamové.
Mezinárodní věhlas má buddhistický aktivista působící v USA Thich Nhat Hanh. Svým protestním upálením v roce 1963 proslul mnich Thích Quảng Đức.

### Urbanizace

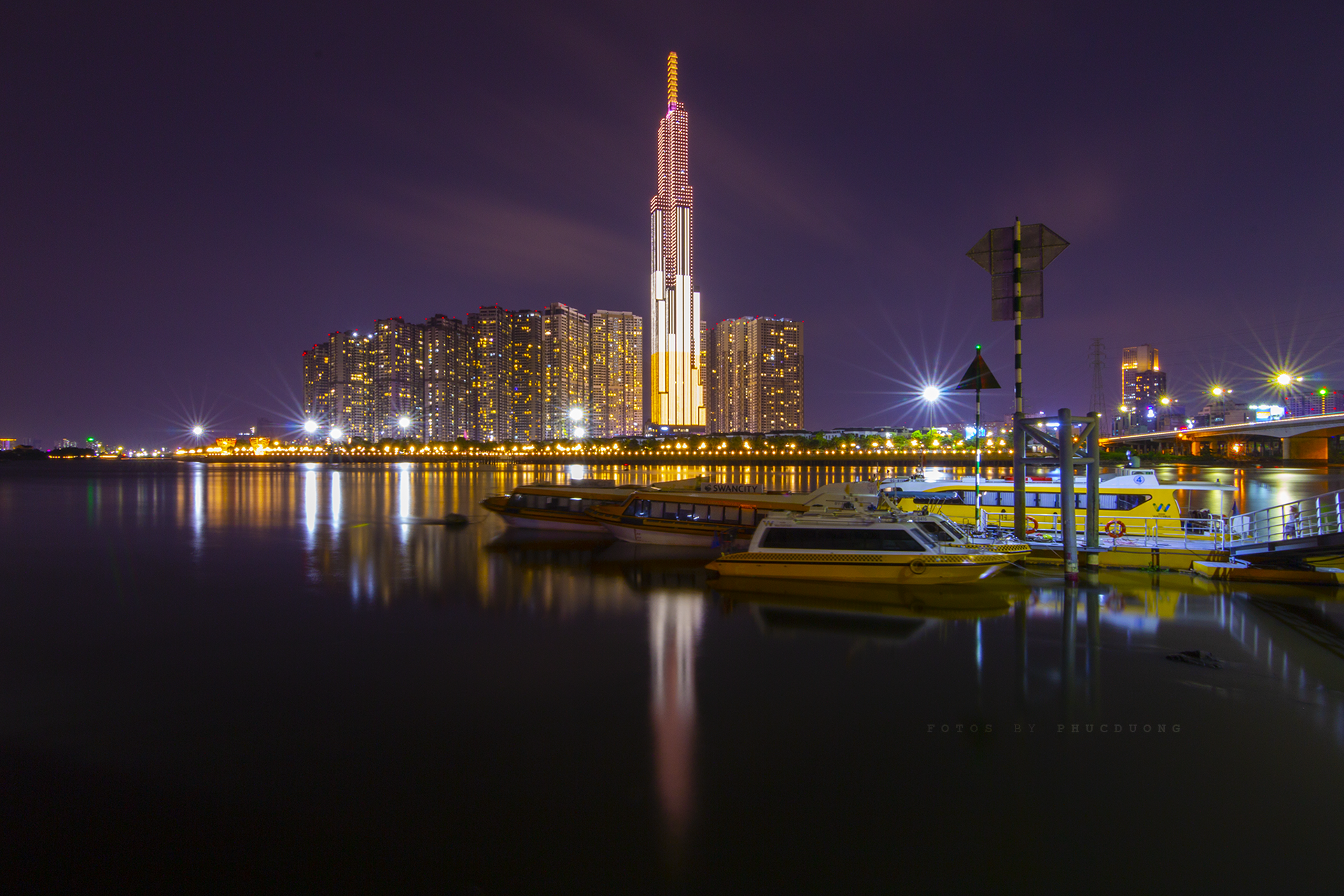
Mrakodrap Landmark 81 v Ho Či Minově Městě

V roce 2017 se počet lidí žijících v městské oblasti odhaduje na 32 milionů lidí (s mírou urbanizace 35,7%). Od liberalizace ekonomiky a uvolnění systému vlastnických práv zavedený hospodářským programem Đổi Moi započatý v roce 1986 prudce vzrostla míra urbanizace. Mezi velká města patří Hanoj (Hà Nội), Ho Či Minovo Město (Thành phố Hồ Chí Minh, též Sài Gòn), Haiphong (Hải Phòng), Hue, Danang (Đà Nãng), a další.
Výsledkem je, že Hanoj a Ho Či Minovo Město (respektive dvě hlavní města v deltě Rudé řeky a jihovýchodních regionů) zvýšily svůj podíl na celkovém městském obyvatelstvu z 8,5% na 24,9% a na 15,9% na 31%.
Vietnamská vláda předpodvídá, že země bude mít do roku 2020 míru urbanizace 45%, který by měl mít pozitivní vliv na vyšší tempo růstu hrubého domácího produktu. Urbanizace probíhá také mezi venkovskými oblastmi a na jihu země kolem Ho Či Minova Města, který má velkou populaci vnitřních přistěhovalců hlavně kvůli lepšímu počasí a pracovním příležitostem.

### Jazyky

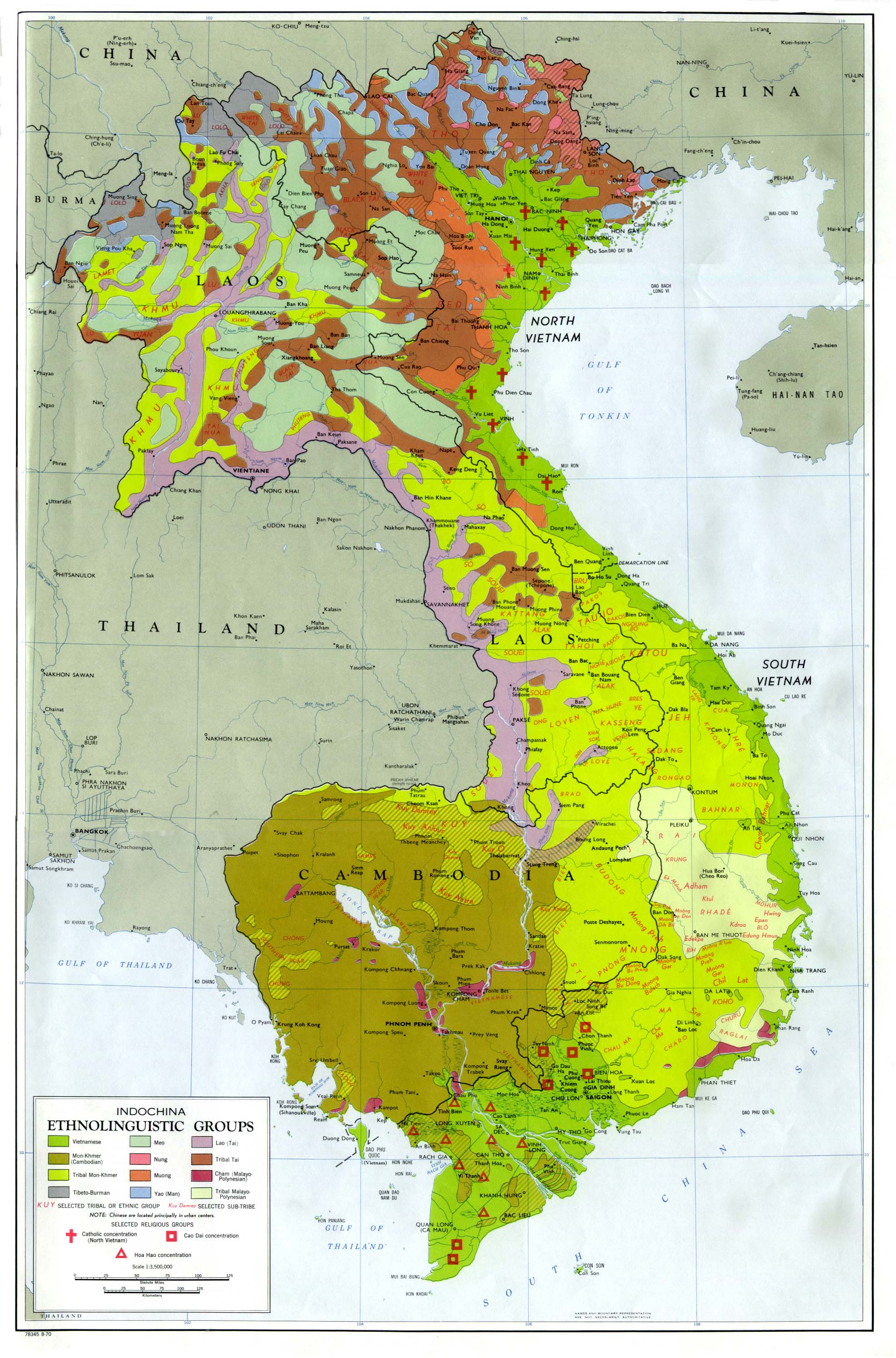
Etnolingvistická mapa Vietnamu, Laosu a Kambodži

Vietnamština je mateřským jazykem mluvený většinovou populací (86%). V rané historii vietnamština používala k psaní čínské znaky, které se vyvíjely mezi 7.–13. stoletím. Od 17. století začala používat latinka, jejímž vzorem byla portugalská abeceda zavedená jezuitou Alexandre de Rhodes a vyučující misionáři v katolických školách. Kromě vietnamštiny se hovoří 54 různými jazyky např. tàyština, mườngština, chamština, khmerština, nùngština nebo hmongština užívané obvykle etnickými skupinami žijící v pohraničních horských oblastech.
Francouzština se stále používá mezi starší generací a vzdělanci, který byl hlavním jazykem veřejné správy, vzdělání a obchodu během francouzské kolonizace. Vietnam mimo jiné zůstává plnoprávným členem Mezinárodní organizace frankofonie a současný vzdělávací systém postupně oživuje opětný zájem o francouzský jazyk.
Ruština a v mnohem menší míře němčina, čeština a polština jsou známé mezi některými severními Vietnamci, jejichž rodiny měly během studené války vazby s východním blokem. Díky zlepšeným vztahům se západními zeměmi a ekonomickým reformám je angličtina stále více používána jako druhý jazyk. Studium angličtiny je nyní povinné ve většině škol buď po boku francouzštiny, nebo místo ní. Zahraniční obchod a zábavní průmysl také pomáhá vzrůstu popularity japonštiny a korejštiny.

### Literatura

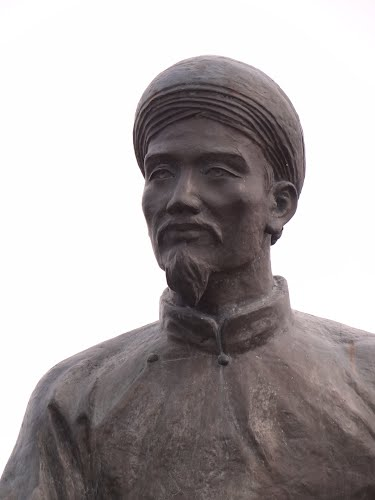
Nguyen Zu

## Kultura

### Vizuální umění

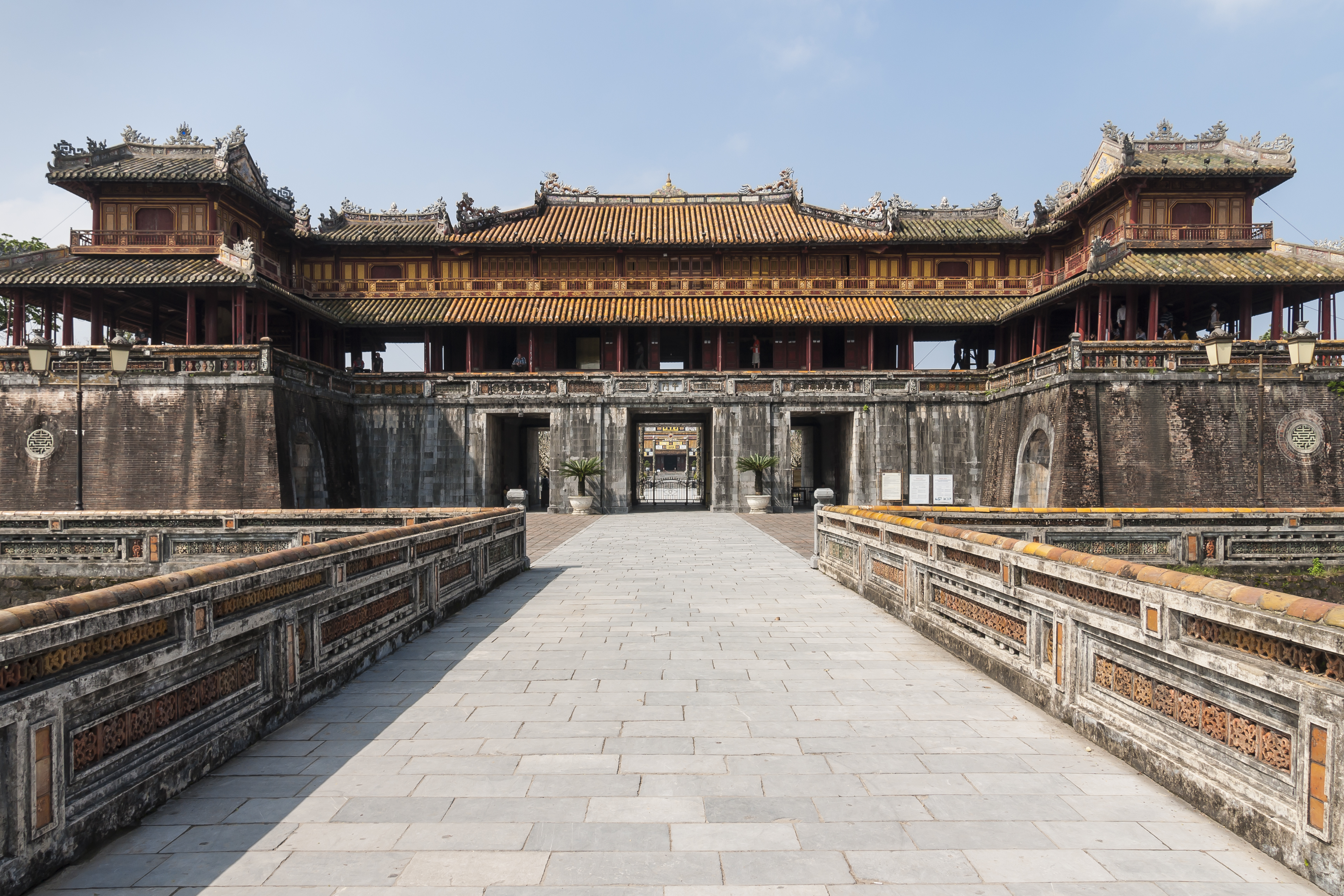
Císařský palác v Hue

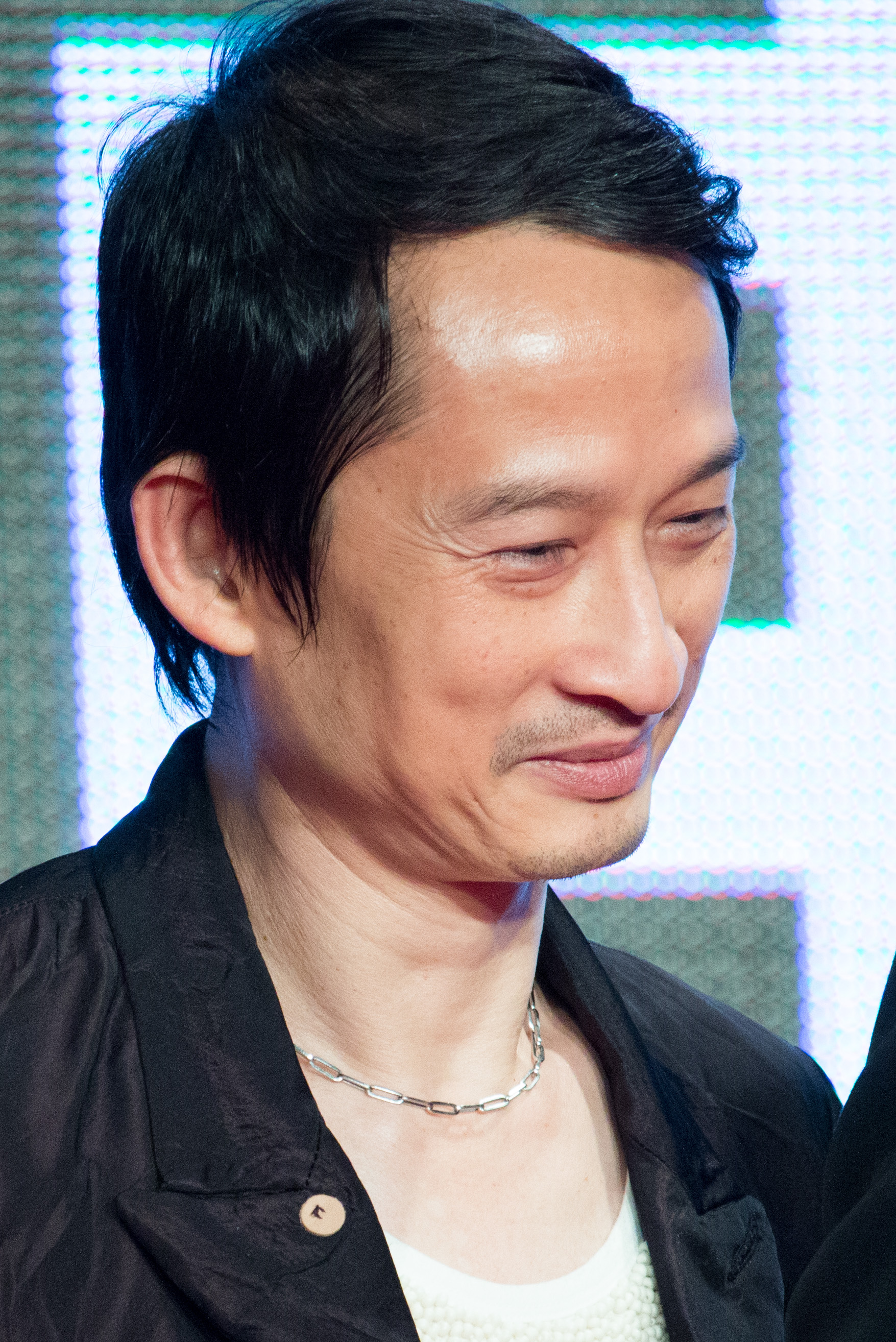
Tran Anh Hung

Držitelem Pulitzerovy ceny a ceny World Press Photo je dokumentární fotograf Nick Ut, jeho nejznámější fotografií je Dívka z Trang Bang, snímek devítileté dívky popálené napalmem běžící po silnici v průběhu vietnamské války. Fotografie se stala jedním ze symbolů války a silně ovlivnila americké veřejné mínění.
Ve Francii působí režisér Tran Anh Hung. Jeho snímek Vůně zelené papáje z roku 1993 byl nominován na Oscara za nejlepší cizojazyčný film, získal Césara za nejlepší debut a cenu za nejlepší kameru na festivalu v Cannes. Film Cyklo pak v roce 1995 získal hlavní cenu Zlatého lva na Benátském filmovém festivalu. V Číně působí režisér Tsui Hark. Působící v hongkongském filmovém průmyslu, jeho doménou jsou akční filmy a snímky využívající asijská bojová umění. Na sérii Lepší zítřek spolupracoval s Johnem Woo. V Hollywoodu natočil akční snímky Double Team (1997) a Kontraband (1998), oba s Jean-Claudem van Dammem v hlavní roli. V Americe se prosadila také herečka Lana Condorová.
Na seznam světového kulturního dědictví UNESCO byly zapsány Památky v Hue, Staré město Hoi An, Svatyně My Son, Thanglongské královské město v Hanoji, kulturní krajina Trang An či Královská pevnost dynastie Ho. Z moderní výstavby lze zmínit nejvyšší mrakodrap v zemi, Landmark 81 v Ho Či Minově Městě.

### Hudba
Od 90. let 20. století se začala ve Vietnamu rozvíjet pop music, někdy zvaná V-pop. K jejím klasikům patří skladatel Trịnh Công Sơn. Ke hvězdám 21. století patří například zpěvačky Mỹ Linh a Mỹ Tâm nebo zpěváci vystupující pod jménem Sơn Tùng M-TP a Amee. Sơn Tùng M-TP proslul na západě svým duetem s raperem Snoop Doggem nazvaným Give It to Me (Hay Trao Cho Anh). Hvězdy posledních let obvykle vzešly z vietnamských verzí známých licencovaných formátů Pop Idol či Voice of..., které se i ve Vietnamu staly velmi populární.

### Věda
Ve Spojených státech působící matematik Ngô Bảo Châu získal v roce 2010 prestižní Fieldsovu medaili. Phạm Tuân se stal prvním vietnamským a asijským kosmonautem, do vesmíru se podíval v roce 1980 v rámci sovětského programu Interkosmos.

### Sport

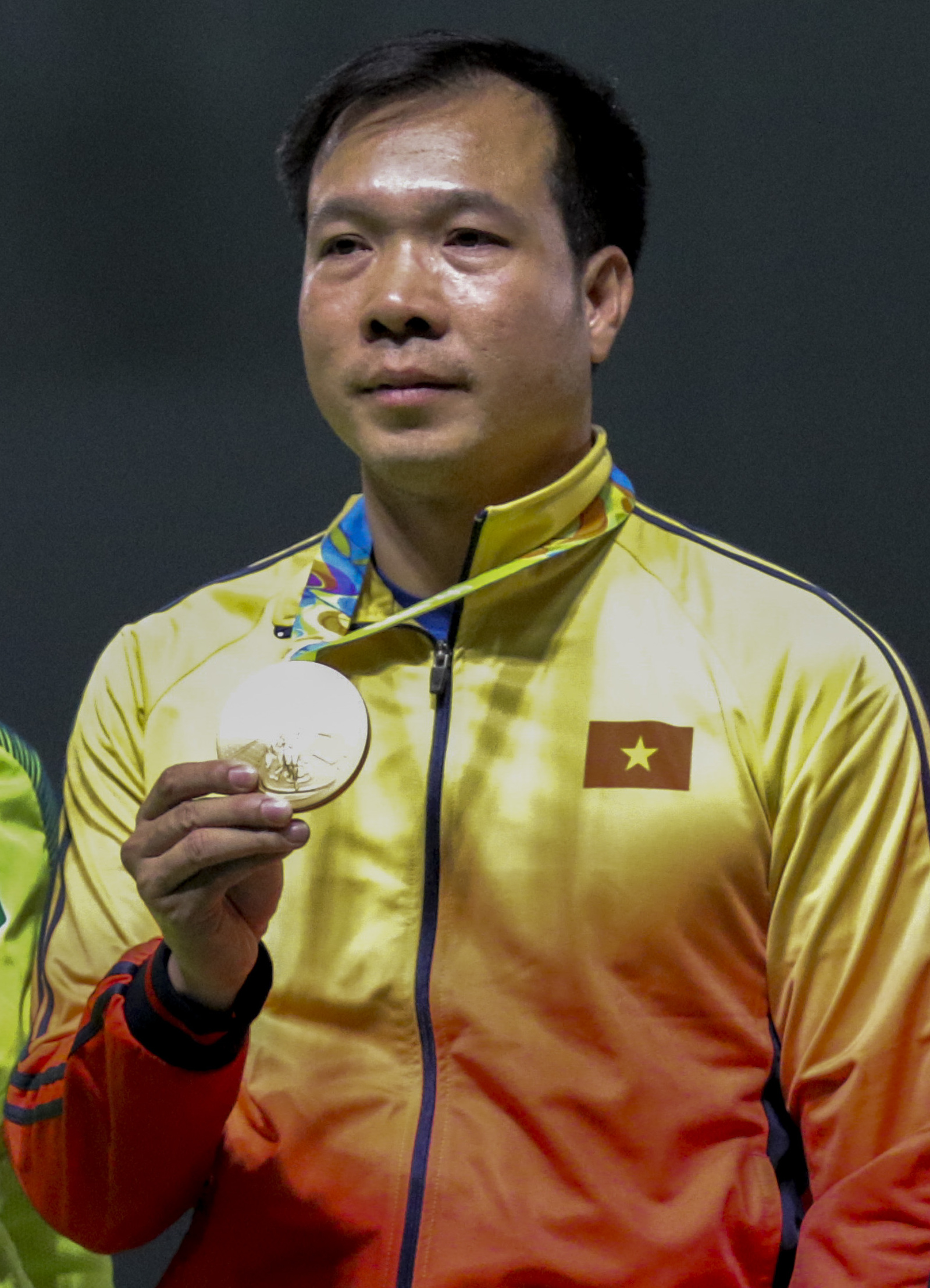
Hoàng Xuân Vinh

Sportovním hrdinou Vietnamu je střelec Hoàng Xuân Vinh, který na olympiádě v Riu roku 2016 získal historicky první olympijskou zlatou medaili pro Vietnam. Na stejných hrách přidal ještě stříbro, a je tak nejúspěšnějším vietnamským sportovcem historie. Vůbec první olympijský kov, stříbro, do Vietnamu přivezla v roce 2000 žena, taekwondistka Trần Hiếu Ngân. V Pekingu roku 2008 ji napodobil vzpěrač Hoàng Anh Tuấn. Dodatečného bronzu z her v Londýně roku 2012 se v roce 2019 po diskvalifikaci ázerbájdžánského soupeře za doping dočkal vzpěrač Trần Lê Quốc Toàn. Vietnam se olympijských her zúčastňuje od roku 1952.
Původním vietnamských bojovým uměním je vovinam (Việt Võ Đạo).
Jako v mnoha jiných zemích se ovšem nejpopulárnějším sportem stal nakonec fotbal. Největším úspěchem Vietnamské fotbalové reprezentace jsou dvě vítězství na mistrovství ASEAN zvaného obvykle Pohár AFF (2008, 2018).
Velkým průlomem a největší sportovní akcí ve Vietnamu mělo být pořádání závodů Formule 1 - Grand Prix Vietnamu na nově vybudovaném Hanoi Street Circuit. Poprvé se měla konat 5. dubna 2020, ale kvůli pandemii covidu-19 byla nejdříve odložena a později zrušena. Závod se měl uskutečnit i v sezóně 2021, ale byl z kalendáře odstraněn, protože došlo k zatčení předsedy Hanojského lidového výboru Nguyễn Đức Chunga pro obvinění z korupce. Ani v dalším ročníku se nekonal.

### Kuchyně

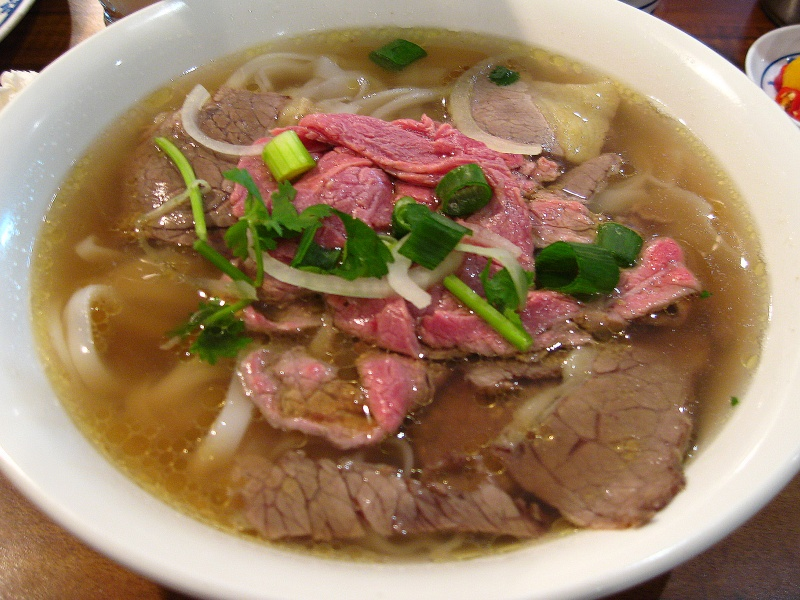
Polévka phở bò

Vietnamská kuchyně je považována za jednu z nejzdravějších na světě. Jejím cílem je ve většině zachování co nejčerstvější a přírodní chuti jídel. Oproti jiným asijským kuchyním je jemnější (zejména oproti například thajské). Zajímavé je, že zcela neznámé jsou ve Vietnamu mléko a sýry.
Základní přílohou je rýže, nejoblíbenější maso je hovězí, používá se hodně zeleniny, nejtypičtějším kořením je koriandr a vietnamský koriandr (rdesno vonné). Spolu s vietnamskou diasporou se do celého světa rozšířila sláva polévky phở se širokými rýžovými nudlemi (phở) podávanými s kousky masa – obvykle hovězího (phở bò). Oblíbené jsou rovněž rolky, například nem cuốn, nazývané též gỏi cuốn či jarní závitky, tedy rolky z vepřového masa či krevet, zeleniny a bylinek, které se balí do rýžového papíru. Francouzi vnesli do Vietnamu oblibu baget, vietnamská verze je nazývána bánh mì. Oblíbeným dezertem je bánh rán, fritované bochánky z mouky z lepkavé rýže plněné sladkou pastou z fazolí mungo s jasmínovou esencí a obalované v sezamových semínkách. Tradičním nápojem je zelený čaj (trà Việt) a specifická verze kávy, která je podávána se silnou vrstvou sladkého kondenzovaného mléka na dně (cà phê sữa đá). Alkoholickou raritou je hadí víno (rượu rắn), což je buď rýžová pálenka, v níž je naložený mrtvý had, anebo pálenka s hadími tekutinami (krev, žluč a jed).
Vietnamská kuchyně má i regionální odstíny, severní Vietnam byl více ovlivněn kuchyní čínskou, ve středním Vietnamu bylo císařské město Hue, takže místní jídla odrážejí vliv pestré palácové kuchyně, často založené na mořských plodech, jižní Vietnam byl nejvíce ovlivněn Francouzi, Thajci a Khmery, oblíbené je tedy např. kari.
Specifická jsou sváteční jídla. K nejdůležitějším vietnamským svátkům patří Nový rok (Tết Nguyên Đán). Jedná se o pohyblivý svátek připadající na termín od 21. ledna do 21. února. V rámci oslav se připravené pokrmy obvykle nejdříve umístí na oltář, kde jsou symbolicky věnovány zemřelým předkům, a až po tomto ceremoniálu jsou zkonzumovány. K nejtradičnějším jídlům podávaným během oslav Nového roku patří bánh chưng, což je čtvercový koláč z lepkavé rýže plněný tučným vepřovým, pastou z mungo fazolí a dalšími ingrediencemi. Všechny potřebné suroviny se balí do banánových listů, ve kterých se několik hodin vaří. Dále je to xôi, pokrm připravený z lepkavé rýže vařený s nejrůznějšími ingrediencemi, například arašídy (xôi lạc), výhonky fazolí mungo (xôi đậu xanh) či s ovocem momordikou indočínskou (xôi gấc), což je verze oblíbená kvůli své červené barvě, která je symbolem štěstí a budoucích úspěchů v dalším roce. Svátečním jídlem je též giò, druh uzeniny připravené z najemno namletého vepřového (giò lụa) či z nasekaného vepřového kolena, hlavy, jazyka a jidášova ucha (giò xào). Roli našeho cukroví plní mứt, tedy kandované ovoce, oříšky, semínka, jako například kokos, ananas, zázvor, mrkev, dýně a dýňová semínka, lotosová semínka, karambola, sladké brambory, slunečnicová nebo melounová semínka. Mứt nejsou součástí slavnostní večeře, ale podávají se hlavně jako drobné občerstvení, když přijde návštěva, či k čaji.

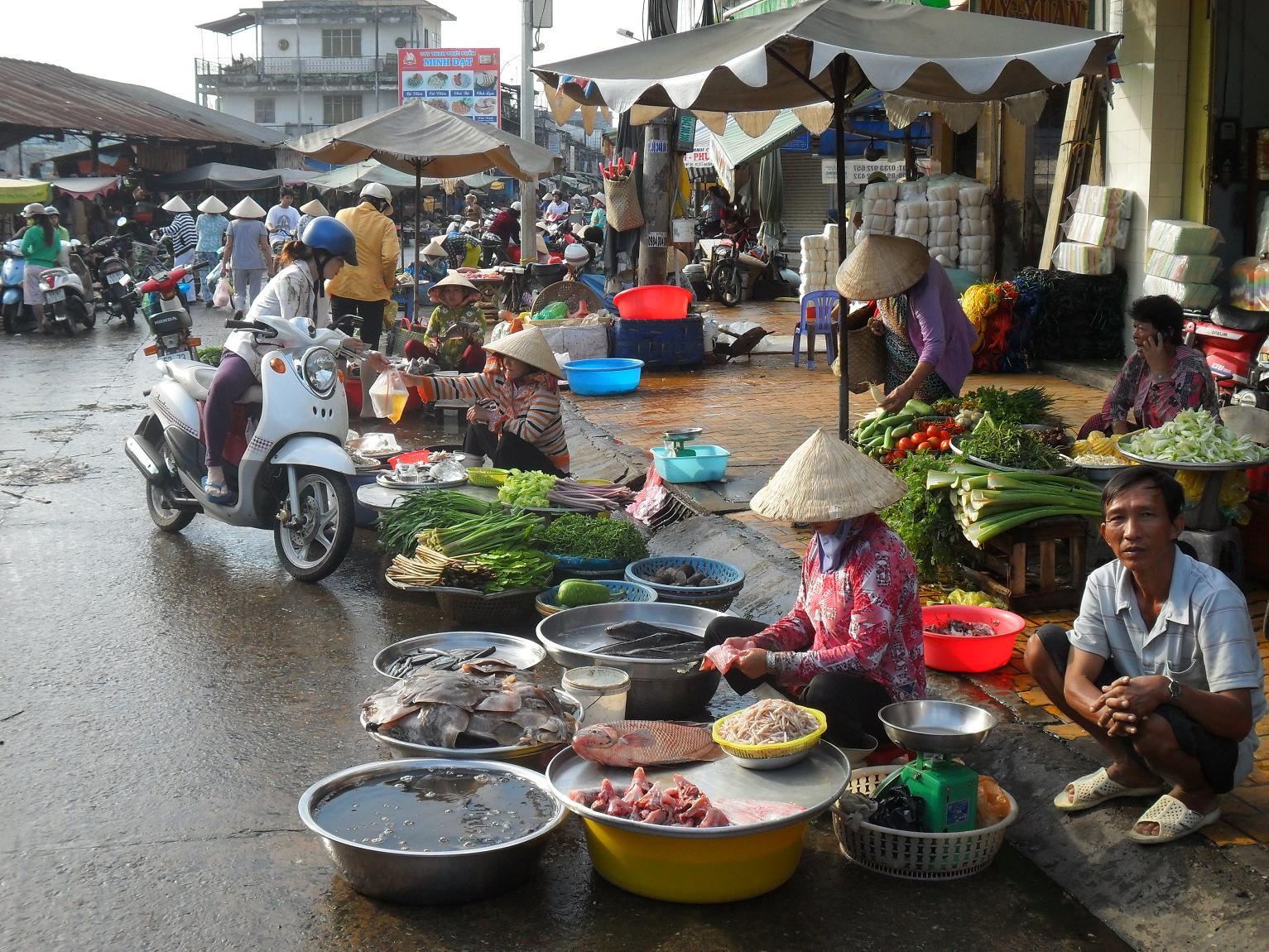
Trh s potravinami ve městě Mỹ Tho

Jídlo se ve Vietnamu jí jídelními hůlkami a širokou lžicí, která se používá k jedení polévek a drží se levou rukou, zatímco v pravé se drží hůlky. Během jídla se podávají všechny chody současně a každý si nabírá hůlkami do své misky, přičemž se používá silnější konec hůlek, který se neklade do úst. Misky se při konzumaci drží blíže k ústům. Za faux pas se považuje, když se hůlky kolmo zapíchnou do jídla.
Vietnamská kuchyně tradičně představuje kombinaci pěti základních chutí "prvků" (vietnamsky: ngũ vị): kořeněná (kov), kyselá (dřevo), hořká (oheň), slaná (voda) a sladká (země). Mezi běžné přísady patří rybí omáčka, krevetová pasta, sójová omáčka, rýže, čerstvé bylinky, ovoce a zelenina.
Vietnamské recepty používají citrón, zázvor, mátu, koriandr, chilli papriku, limetku a listy bazalky. Tradiční vietnamská kuchyně je považována za jednu z nejzdravějších kuchyní na světě a je známá svými čerstvými ingrediencemi, minimálním používáním oleje, bylinkami a zeleninou. V minulosti byla konzumace vepřového, hovězího a kuřecího masa poměrně omezené a v důsledku toho se široce využívaly sladkovodní ryby, korýši, krabi a měkkýši.
Rybí omáčka, sójová omáčka, krevetová omáčka a limety patří mezi hlavní aromatické přísady. Mnoho pozoruhodných vietnamských jídel, jako je bánh cuốn (rýžové rolky), bún riêu (polévka z rýžových nudlí) a nudle phở, který pochází ze severu a byly přeneseny do středního a jižního Vietnamu severními migranty.
Místní potraviny na severu jsou často méně pikantní než jižní jídla, protože chladnější severní klima omezuje produkci a dostupnost koření, např. černý pepř se používá místo čili papriček.
Na jihu jsou vietnamské nápoje obvykle podávány studené s kostkou ledu zejména v horkých ročních obdobích ve srovnání se severem, kde jsou horké nápoje mnohem výhodnější v chladnějším klimatu.
Některé příklady základních vietnamských nápojů zahrnují cà phê đá (ledová káva), cà phê trứng (vaječná káva), chanh muối (solená limetková limonáda), cơm rượu (víno z rýže), nước mía (džus z cukrové třtiny) a trà sen (lotosový čaj).